# Generałowie Wojska Polskiego
Generałowie i admirałowie Wojska Polskiego – lista alfabetyczna oficerów, którzy w czasie służby w Wojsku Polskim lub pośmiertnie zostali awansowani (zatwierdzeni, zweryfikowani) w stopniach generałów i admirałów.

## Generałowie Wojska I Rzeczypospolitej
- Mikołaj Abramowicz
- Wincenty Aksamitowski
- Fabian Aleksandrowicz
- Józef Aleksandrowicz
- Krzysztof Arciszewski
- Wojciech Bedliński
- Dominik Ignacy Bekierski
- Józef Bielak
- Franciszek Onufry Bieliński
- Tadeusz Błociszewski
- Franciszek Ksawery Branicki
- Jan Fryderyk Brodowski
- Alojzy Fryderyk Brühl
- Henryk Brühl
- Adam Brzostowski
- Michał Brzostowski
- Arnold Anastazy Byszewski
- Antoni Chlewiński
- Jan Mikołaj Chodkiewicz
- Franciszek Ksawery Chomiński
- Józef Chrapowicki
- Ludwik Stanisław Cieszkowski
- Karol Fryderyk Ernest de Cocceji
- Józef Hutten-Czapski
- Mikołaj Hutten-Czapski
- Adam Kazimierz Czartoryski
- August Aleksander Czartoryski
- Joachim Czerny-Schwarzenberg
- Marcin Weryha-Darowski
- Tomasz Dąbrowski
- Bogusław Ernest Denhoff
- Ernest Denhoff
- Marcin Dębicki
- Jan Andrzej Dulfus
- Ignacy Józef Działyński
- Tadeusz Dzieduszycki
- Melchior Dzierżański
- Rafał Dzierżek
- Józef Tadeusz Fijałkowski
- Jakub Henryk Flemming
- Jerzy Detloff Flemming
- Maciej Frankowski
- Stanisław Kostka Gadomski
- Jerzy Wilhelm Goltz
- Augustyn Gorzeński
- Maciej Korwin Gosiewski
- Wincenty Aleksander Gosiewski
- Jan Jerzy Grabowski
- Jerzy Franciszek Grabowski
- Tomasz Marcjan Grabowski
- Jan Krystian Grecz
- Karol Griesheim
- Jan Duklan Grocholski
- Krzysztof Grodzicki
- Paweł Grodzicki
- Otto Friedrich von der Groeben
- Władysław Grzegorzewski
- Jan August Hiż
- Józef Hoffman
- Michał Humiecki
- Justynian Hylzen
- Józef August Iliński
- Dymitr Hipolit Jabłonowski
- Konstanty Aleksander Jabłonowski
- Stanisław Paweł Jabłonowski
- Joachim Daniel Jauch
- Roch Jerlicz
- Józef Judycki
- Mikołaj Władysław Judycki
- Jan Joachim Kampenhausen
- Kazimierz Karaś
- Jan Stanisław Kątski
- Marcin Kazimierz Kątski
- Ferdynand Kettler
- Antoni Kicki
- Michał Kirkor
- Krzysztof Korycki
- Antoni Kossowski
- Tadeusz Kozłowski
- Adam Krasiński
- Ludwik Krasiński
- Cyprian Kreutz
- Jerzy Hieronim Kryszpin-Kirszensztein
- Michał Kuczyński
- Józef Kulwieć
- Teodor Laskarys
- Aleksander Jakub Lubomirski
- Antoni Lubomirski
- Antoni Benedykt Lubomirski
- Jerzy Dominik Lubomirski
- Jerzy Ignacy Lubomirski
- Jerzy Marcin Lubomirski
- Józef Lubomirski (1704–1755)
- Józef Lubomirski (1751–1817)
- Teodor Hieronim Lubomirski
- Adam Dezydery Saryusz Łącki
- Eliasz Jan Łącki
- Ignacy Łebiński
- Nikodem Ignacy Łoski
- Feliks Antoni Łoś
- Bogusław Łubieński
- Józef Maissonevue
- Karol Malczewski
- Józef Adrian Massalski
- Adam Kajetan Miączyński
- Józef Bonawentura Miączyński
- Kajetan Adam Miączyński
- Antoni Michałowski
- Wilhelm Mier
- Józef Mierzejewski
- Józef Jan Wandalin Mniszech
- Józef Wandalin Mniszech
- Andrzej Mokronowski
- Ignacy Feliks Morawski
- Paweł Michał Mostowski
- Adam Moszczeński
- Fryderyk Józef Moszyński
- Burkhard Christoph Münnich
- Aleksander Mycielski
- Józef Mycielski
- Stanisław Mycielski
- Stanisław Ursyn Niemcewicz
- Onufry Oborski
- Józef Orłowski
- Antoni Ossoliński
- Jan Stanisław Ossoliński
- Fabian Sebastian Oyrzyński
- Jerzy Marcin Ożarowski
- Piotr Ożarowski
- Józef Piotr Pac
- Michał Pac
- Karol Pirch
- Józef Bożydar Podhorodeński
- Ignacy Poniatowski
- Kazimierz Poniatowski
- Stanisław Poniatowski (kasztelan krakowski)
- Stanisław Poniatowski (podskarbi litewski)
- Kalikst Poniński
- Antoni Michał Potocki
- Eustachy Potocki
- Ignacy Potocki (zm. 1765)
- Ignacy Jerzy Potocki
- Joachim Potocki (1700–1764)
- Joachim Karol Potocki
- Stanisław Kostka Potocki
- Stanisław Szczęsny Potocki
- Teodor Potocki
- Wincenty Potocki
- Aleksander Hilary Potulicki
- Józef Prozor
- Jan Jerzy Przebendowski
- Bernard Puszet de Puget
- Zygmunt Przyjemski
- Antoni Pułaski
- Jacek Antoni Puttkamer
- Antoni Raczyński
- Leon Raczyński
- Kazimierz Radoński
- Bogusław Radziwiłł
- Jerzy Albrycht Radziwiłł
- Karol Stanisław Radziwiłł Panie Kochanku
- Mikołaj Radziwiłł
- Stanisław Radziwiłł
- Udalryk Krzysztof Radziwiłł
- Krzysztof Rappe
- Michał Ludwik Rexin
- Jakub Riaucour
- Stefan de Riculi
- Stefan Rieul
- Jakub Zygmunt Rybiński
- Kazimierz Rzewuski
- Stanisław Ferdynand Rzewuski
- Stanisław Mateusz Rzewuski
- Hieronim Janusz Sanguszko
- Janusz Aleksander Sanguszko
- Aleksander Michał Sapieha
- Jerzy Felicjan Sapieha
- Józef Franciszek Sapieha
- Kazimierz Leon Sapieha
- Kazimierz Nestor Sapieha
- Leon Bazyli Sapieha
- Michał Franciszek Sapieha
- Michał Józef Sapieha
- Michał Ksawery Sapieha
- Józef Siedlecki
- Kazimierz Siemienowicz
- Krzysztof Kazimierz Sienicki
- Józef Sławoszewski
- Antoni Aleksander Soldenhoff
- Maciej Sołtyk
- Józef Gabriel Stempkowski
- Józef Jan Stempkowski
- Tadeusz Stetkiewicz
- Józef Strutyński
- Jan Suffczyński
- Aleksander Antoni Sułkowski
- Aleksander Józef Sułkowski
- Antoni Sułkowski
- August Kazimierz Sułkowski
- Franciszek Sułkowski
- Adam Tadeusz Szaniawski
- Aleksander Józef Szembek
- Kazimierz Szembek
- Hieronim Szeptycki
- Bogusław Szretter
- Rafał Ślizeń
- Adam Tarło
- Jan Tarło
- Jan Amor Tarnowski
- Rafał Tarnowski
- Robert Tayler
- Stefan Turno
- Piotr Antoni Twardowski
- Antoni Kazimierz Tyszkiewicz
- Felicjan Tyszkiewicz
- Antoni Tyzenhauz
- Ignacy Tyzenhauz
- Zygmunt Wahl
- Romuald Walewski
- Bazyli Walicki
- Teodor Wessel
- Hieronim Wielopolski
- Józef Ludwik Wilczewski
- Fabian Franciszek Wilga
- Ludwik Wirtemberski
- Jan Witt
- Józef Zefiryn de Witte
- Eliasz Wodzicki
- Piotr Wodzicki
- Ignacy Wodziński
- Fromhold Jan Wolff
- Józef Wołodkowicz
- Franciszek Ksawery Woyna
- Ignacy Wybranowski
- Antoni Zabiełło
- Michał Zabiełło
- Szymon Zabiełło (1750–1824)
- Franciszek Karol Załuski
- Karol Załuski (zm. 1735)
- Józef Zaremba
- Marcin Zaremba
- Stanisław Zawadzki
- Ignacy Aniceta Zawisza
- Michał Augustyn Zboiński
- Michał Zielonka
- Hieronim Zienkowicz
- Jan Kazimierz Zyberg
- Michał Żebrowski

### Generałowie uczestnicy wojny z Rosją w 1792
- Józef Bielak
- Józef Hutten-Czapski
- Mikołaj Hutten-Czapski
- Augustyn Gorzeński
- Paweł Jerzy Grabowski
- Janusz Stanisław Iliński
- Józef Judycki
- Tadeusz Kościuszko
- Michał Lubomirski
- Stanisław Mokronowski
- Józef Orłowski
- Józef Poniatowski
- Jan Franciszek de Pouppart
- Filip Raczyński
- Wojciech Józef Rudnicki
- Eustachy Sanguszko
- Ludwik Trokin
- Michał Wielhorski
- Stanisław Wielowiejski
- Ludwik Wirtemberski
- Józef Zefiryn de Witte
- Józef Wodzicki
- Józef Zabiełło
- Michał Zabiełło
- Szymon Zabiełło (1750–1824)
- Józef Zajączek

### Generałowie uczestnicy insurekcji kościuszkowskiej 1794
- Antoni Baranowski
- Leon Bilicki
- Franciszek Onufry Bieliński
- Arnold Anastazy Byszewski
- Stanisław Byszewski
- Mikołaj Chełmicki
- Antoni Chlewiński
- Jan August Cichocki
- Franciszek Ksawery Dąbrowski
- Jan Henryk Dąbrowski
- Maciej Frankowski
- Romuald Tadeusz Giedroyć
- Ignacy Giełgud
- Jan Gisiler
- Augustyn Gorzeński
- Jerzy Franciszek Grabowski
- Paweł Jerzy Grabowski
- Stefan Granowski
- Jan Grochowski
- Krystian Godfryd Deybel de Hammerau
- Filip Hauman
- Jakub Jasiński
- Ignacy Jeżewski
- Józef Judycki
- Andrzej Karwowski
- Ludwik Kamieniecki
- Michał Ignacy Kamieński
- Józef Kimbar
- Karol Otto Kniaziewicz
- Kazimierz Kociełł
- Tadeusz Kociełł
- Benedykt Kołyszko
- Józef Kopeć
- Tadeusz Korsak
- Józef Antoni Kossakowski
- Tadeusz Kościuszko
- Felicjan August Kralewski
- Izydor Krasiński
- Antoni Kruszyński
- Franciszek Łaźniński
- Antoni Józef Madaliński
- Jan Ludwik Manget
- Jan Jakub Meyen
- Ernest Jan Karol Mirbach
- Jakub Młocki
- Dionizy Mniewski
- Stanisław Mokronowski
- Karol Morawski
- Tomasz Morykoni
- Jakub Ignacy Nagurski
- Józef Niemojewski
- Józef Orłowski
- Chryzanty Opacki
- Kajetan Ożarowski
- Michał Piotrowski
- Józef Poniatowski
- Dionizy Poniatowski
- Adam Poniński
- Kalikst Poniński
- Ignacy Kajetan Prozor
- Ignacy Rymiński
- Franciszek Rymkiewicz
- Józef Rzążewski
- Eustachy Sanguszko
- Franciszek Sapieha
- Józef Siemoński
- Karol Sierakowski
- Paweł Skórzewski
- Jan Slaski
- Michał Sokolnicki
- Wojciech Strasz
- Gabriel Taszycki
- Wojciech Toczyski
- Karol Urbański
- Tomasz Wawrzecki
- Michał Wedelstedt
- Michał Wielhorski
- Ignacy Wieniawski
- Franciszek Wiszowaty
- Józef Wodzicki
- Stanisław Wojczyński
- Józef Wybicki
- Tomasz Wydżga
- Franciszek Wyszkowski
- Michał Zabiełło
- Szymon Zabiełło (1750–1824)
- Michał Zagórski
- Józef Zajączek
- Stanisław Zgliczyński
- Jan Rufin Zieliński
- Józef Zieliński
- Norbert Zieliński
- Florian Ziółkowski

## Generałowie Armii Księstwa Warszawskiego 1807–1815
- Wincenty Aksamitowski
- Łukasz Biegański
- Mikołaj Bronikowski
- Józef Chłopicki
- Michał Cichocki
- Jan Henryk Dąbrowski
- Jan Michał Dąbrowski
- Ludwik Mateusz Dembowski
- Dominik Dziewanowski
- Sykstus Estko
- Hipolit Falkowski
- Stanisław Fiszer
- Wilhelm Fiszer
- Romuald Tadeusz Giedroyć
- Ignacy Giełgud
- Józef Joachim Grabiński
- Michał Grabowski
- Stefan Grabowski
- Maurycy Hauke
- Kajetan Hebdowski
- Józef Kalinowski
- Ludwik Kamieniecki
- Michał Ignacy Kamieński
- Krzysztof Karwicki
- Stanisław Klicki
- Karol Otto Kniaziewicz
- Jakub Komierowski
- Jan Konopka
- Antoni Amilkar Kosiński
- Józef Kossakowski
- Ksawery Kossecki
- Izydor Krasiński
- Wincenty Krasiński
- Ludwik Kropiński
- Jan Krukowiecki
- Zygmunt Kurnatowski
- Walenty Kwaśniewski
- Tomasz Andrzej Łubieński
- Józef Benedykt Łączyński
- Kazimierz Małachowski
- Stanisław Małachowski
- Wojciech Męciński
- Stanisław Mielżyński
- Ernest Jan Karol Mirbach
- Franciszek Morawski
- Karol Morawski
- Józef Niemojewski
- Franciszek Ksawery Niesiołowski
- Ludwik Michał Pac
- Czesław Pakosz
- Franciszek Paszkowski
- Jean Baptiste Pelletier
- Michał Pełczyński
- Michał Piotrowski
- Józef Poniatowski
- Stanisław Potocki
- Michał Gedeon Radziwiłł
- Józef Rautenstrauch
- Jakub Redel
- Aleksander Rożniecki
- Eustachy Sanguszko
- Jan Kanty Julian Sierawski
- Paweł Skórzewski
- Michał Sokolnicki
- Antoni Paweł Sułkowski
- Józef Toliński
- Kazimierz Turno
- Tadeusz Tyszkiewicz
- Jan Nepomucen Umiński
- Józef Wasilewski
- Jan Weyssenhoff
- Józef Wielhorski
- Stanisław Wojczyński
- Jan Henryk Wołodkowicz
- Józef Zajączek
- Edward Żółtowski

## Generałowie uczestnicy wojny z Rosją 1831
| - Walenty Andrychiewicz - Józef Bem - Łukasz Biegański - Julian Bieliński - Gabriel Józef Alojzy Biernacki - Ignacy Blumer - Aleksander Błędowski - Ludwik Bogusławski - Piotr Bontemps - Ludwik Bukowski - Dezydery Chłapowski - Józef Chłopicki - Wojciech Chrzanowski - Franciszek Czarnomski - Konstanty Adam Czartoryski - Józef Czyżewski - Antoni Darewski | - Henryk Dembiński - Mamert Dłuski - Wincenty Dobiecki - Wojciech Dobiecki - Józef Dwernicki - Kazimierz Dziekoński - Stanisław Gawroński - Antoni Giełgud - Józef Godlewski - Franciszek Górski - Józef Hurtig - Bonifacy Jagmin - Antoni Jankowski - Adam Jaraczewski - Paweł Jerzmanowski - Karol Kaczkowski - Henryk Ignacy Kamieński | - Józef Kamiński - Ludwik Kicki - Stanisław Klicki - Klemens Kołaczkowski - Benedykt Kołyszko - Tomasz Paschalis Konarski - Izydor Krasiński - Jan Krukowiecki - Jan Krysiński - Jerzy Langerman - Ignacy Hilary Ledóchowski - Jakub Walenty Lewiński - Piotr Łubieński - Tomasz Andrzej Łubieński - Jan Malletski - Kazimierz Małachowski - Stanisław Małachowski | - Henryk Milberg - Franciszek Młokosiewicz - Franciszek Morawski - Józef Mroziński - Paweł Muchowski - Michał Mycielski - Ignacy Mycielski - Franciszek Ksawery Niesiołowski - Antoni Ostrowski - Ludwik Pac - Antoni Pawłowski - Ignacy Prądzyński - Konstanty Przebendowski - Michał Gedeon Radziwiłł - Hieronim Ramorino - Józef Rautenstrauch - Franciszek Rohland | - Samuel Józef Różycki - Andrzej Ruttié - Maciej Rybiński - Stanisław Rychłowski - Antoni Sałacki - Wacław Sierakowski - Jan Kanty Julian Sierawski - Ambroży Mikołaj Skarżyński - Kazimierz Skarżyński (generał) - Jan Zygmunt Skrzynecki - Roman Sołtyk - Józef Longin Sowiński - Zygmunt Karol Stryjeński - Tadeusz Suchorzewski - Piotr Szembek - Wincenty Szeptycki | - Franciszek Sznajde - Teodor Karol Szydłowski - Józef Szymanowski - Jan Tomicki - Karol Turno - Tadeusz Tyszkiewicz - Jan Umiński - Jan Weyssenhoff - Stanisław Dunin Wąsowicz - Emilian Węgierski - Stanisław Wojczyński - Antoni Wroniecki - Józef Bonawentura Załuski - Walenty Zawadzki - Karol Zieliński - Stefan Ziemięcki - Edward Żółtowski - Franciszek Żymirski |

## Generałowie powstania styczniowego 1863
| - Feliks Breański - ks. Stanisław Brzóska - Jan Chalecki - Józef Hutten-Czapski (1806–1900) - Onufry Duchiński | - Menotti Garibaldi - Artur Gołuchowski - Józef Hauke-Bosak - Michał Heydenreich - Antoni Jeziorański | - Zygmunt Jordan - Ignacy Marceli Kruszewski - Stanisław Krzesimowski - Marian Langiewicz - Teofil Łapiński | - Ludwik Mierosławski - Józef Miniewski - Francesco Nullo - Zygmunt Padlewski - François de Rochebrune | - Edmund Różycki - Karol Różycki - Zygmunt Sierakowski - Józef Śmiechowski - Edmund Taczanowski | - Romuald Traugutt - Aleksander Waligórski - Józef Wysocki - Władysław Zbyszewski - Władysław Zamoyski |

## Generałowie polskich formacji wojskowych w I wojnie światowej
- Franciszek Aleksandrowicz
- Bronisław Babiański
- Stanisław Bułak-Bałachowicz
- Joseph Jean Bernard
- Konstanty Biergiel
- Juliusz Bijak
- Bronisław Bojarski de Bojary Czarnota
- Laurent Louis Adrian Bonnin
- Zygmunt Brynk
- Tadeusz Bylewski
- Karol Durski-Trzaska
- Władysław Glass
- Kazimierz Grudzielski
- Józef Haller
- Eugeniusz de Henning-Michaelis
- Kazimierz Horoszkiewicz
- Stefan Hubicki
- Wacław Iwaszkiewicz-Rudoszański
- Marian Januszajtis-Żegota
- Albin Jasiński
- Tadeusz Jastrzębski
- Roman Kawecki
- Eugeniusz Kątkowski
- Mieczysław Kuliński
- Gustaw Kuchinka
- Bolesław Kraupa
- Karol Krauss
- Aleksander Karnicki
- Franciszek Krajowski
- Józef Lasocki
- Józef Lipkowski
- Antoni Listowski
- Aleksander Litwinowicz
- Napoleon Louis-Wawel
- Kazimierz Ładoś
- Gustaw Macewicz
- Mikołaj Majewski
- Stefan Majewski
- Julian Malczewski
- Teofil Karol Maresch
- Louis Modelon
- Józef Dowbor-Muśnicki
- Henryk Minkiewicz
- Jan Mischke
- Dominique Joseph Odry
- Włodzimierz Ostoja-Zagórski
- Kajetan Olszewski
- Stefan Pasławski
- Franciszek Daniel Paulik
- Józef Piłsudski
- Kazimierz Pławski
- Eugeniusz Pogorzelski
- Olgierd Pożerski
- Władysław Belina-Prażmowski
- Stanisław Puchalski
- Kazimierz Raszewski
- Bolesław Roja
- Aleksander Romanowicz
- Jan Romer
- Eugeniusz Romiszewski
- Modest Romiszewski
- Stanisław Rouppert
- Tadeusz Rozwadowski
- Juliusz Rómmel
- Józef Rybak
- Bolesław Bohusz-Siestrzeńcewicz
- Leonard Skierski
- Stanisław Szeptycki
- Józef Świętorzecki
- Michał Tokarzewski-Karaszewicz
- Adolf Waraksiewicz
- Ireneusz Wierzejewski
- Mieczysław Windakiewicz
- Zygmunt Zieliński
- Lucjan Żeligowski

## Generałowie i admirałowie II Rzeczypospolitej
- Edward Adamski
- Franciszek Aleksandrowicz
- Władysław Anders
- Bronisław Babiański
- Zachariasz Bakradze
- Leon Berbecki
- Adam Jerzy Bieliński
- Konstanty Biergiel
- Juliusz Bijak
- Henryk Bobkowski
- Tadeusz Bobrowski
- Bronisław Bojarski de Bojary Czarnota
- Zygmunt Brynk
- Tadeusz Bylewski
- Eugeniusz Ciastoń
- Aleksander Czcheidze
- Walerian Czuma
- Józef Daniec
- Mieczysław Dąbkowski
- Karol Durski-Trzaska
- Andrzej Galica
- Janusz Głuchowski
- Roman Górecki
- Hugon Griebsch
- Edward Gruber
- Stanisław Haller
- Stanisław Hlawaty
- Jan Jacyna
- Tadeusz Kasprzycki
- Edmund Kessler
- Jan Kołłątaj-Srzednicki
- Daniel Konarzewski
- Tadeusz Kutrzeba
- Franciszek Latinik
- Ignacy Kazimierz Ledóchowski
- Gustaw Orlicz-Dreszer
- Aleksander Pik
- Kazimierz Porębski
- Marian Przewłocki
- Bronisław Regulski
- Eugeniusz Romiszewski
- Modest Romiszewski
- Jan Konrad Roszkowski
- Aureli Serda-Teodorski
- Kamil Seyfried
- Władysław Sikorski
- Adam Sławoczyński
- Paweł Cyrus-Sobolewski
- Julian Stachiewicz
- Piotr Szymanowski
- Paweł Szymański
- Eugeniusz Ślaski
- Edward Śmigły-Rydz
- Józef Trzemeski
- Józef Unrug
- Bolesław Wieniawa-Długoszowski
- Jerzy Wołkowicki
- Sergiusz Zahorski

## Generałowie i admirałowie II Rzeczypospolitej, uczestnicy II wojny światowej
- Roman Abraham
- Franciszek Alter
- Władysław Anders
- Zygmunt Berling
- Leon Billewicz
- Ludwik Bittner
- Karol Bogucki
- Bronisław Bohaterewicz
- Mikołaj Bołtuć
- Ottokar Brzoza-Brzezina
- Władysław Bończa-Uzdowski
- Władysław Bortnowski
- Mieczysław Boruta-Spiechowicz
- Zygmunt Broniewski
- Adam Brzechwa-Ajdukiewicz
- Stanisław Burhardt-Bukacki
- Leopold Cehak
- Antoni Chruściel
- Jan Chmurowicz
- Walerian Czuma
- Stefan Dąb-Biernacki
- Stanisław Dąbek
- Mieczysław Dąbkowski
- Franciszek Dindorf-Ankowicz
- Juliusz Drapella
- Rudolf Dreszer
- Konstanty Drucki-Lubecki
- Bronisław Duch
- Kazimierz Dworak
- Leopold Endel-Ragis
- Adam Epler
- Kazimierz Fabrycy
- August Fieldorf
- Julian Filipowicz
- Janusz Gąsiorowski
- Józef Giza
- Kazimierz Glabisz
- Janusz Głuchowski
- Jerzy Grobicki
- Czesław Jarnuszkiewicz
- Tadeusz Jastrzębski
- Jan Jur-Gorzechowski
- Władysław Jędrzejewski
- Władysław Kalkus
- Maksymilian Milan-Kamski
- Michał Karaszewicz-Tokarzewski
- Jan Karcz
- Jan Wojciech Kiwerski
- Franciszek Kleeberg
- Juliusz Kleeberg
- Tadeusz Klimecki
- Aleksander Kowalewski
- Ludwik Kmicic-Skrzyński
- Edmund Knoll-Kownacki
- Stanisław Kopański
- Tadeusz Kossakowski
- Stefan Kossecki
- Wincenty Kowalski
- Tadeusz Bór-Komorowski
- Alojzy Wir-Konas
- Jan Kazimierz Kruszewski
- Marian Kukiel
- Tadeusz Kurcyusz
- Józef Kustroń
- Tadeusz Kutrzeba
- Józef Kwaciszewski
- Stanisław Kwaśniewski
- Władysław Langner
- Wilhelm Lawicz-Liszka
- Eugeniusz Ignacy Luśniak
- Gustaw Łowczowski
- Mieczysław Maciejowski
- Stanisław Maczek
- Juliusz Tarnawa-Malczewski
- Stanisław Kostka Miller
- Czesław Młot-Fijałkowski
- Izydor Modelski
- Bernard Mond
- Stefan Mossor
- Aleksander Narbut-Łuczyński
- Roman Odzierzyński
- Leopold Okulicki
- Bruno Olbrycht
- Józef Olszyna-Wilczyński
- Kazimierz Łukoski
- Wilhelm Orlik-Rückemann
- Bolesław Ostrowski
- Ignacy Oziewicz
- Gustaw Paszkiewicz
- Henryk Krok-Paszkowski
- Stefan Pawlikowski (pośmiertnie)
- Tadeusz Pełczyński
- Zygmunt Piasecki
- Konrad Piekarski
- Witold Pilecki
- Tadeusz Piskor
- Konstanty Plisowski
- Zygmunt Podhorski
- Bolesław Popowicz
- Władysław Powierza
- Bronisław Prugar-Ketling
- Mikołaj Prus-Więckowski
- Emil Przedrzymirski-Krukowicz
- Wacław Jan Przeździecki
- Zdzisław Przyjałkowski
- Bronisław Rakowski
- Bronisław Regulski
- Jan Romer
- Stefan Rowecki
- Klemens Rudnicki
- Juliusz Rómmel
- Edward Śmigły-Rydz
- Mieczysław Ryś-Trojanowski
- Kazimierz Sawicki
- Kazimierz Schally
- Franciszek Sikorski
- Władysław Sikorski
- Leonard Skierski
- Stanisław Grzmot-Skotnicki
- Piotr Skuratowicz
- Stanisław Skwarczyński
- Felicjan Sławoj Składkowski
- Aleksander Szychowski
- Antoni Szymański
- Jan Jagmin-Sadowski
- Marian Józef Smoleński
- Mieczysław Smorawiński
- Stanisław Sosabowski
- Kazimierz Sosnkowski
- Wacław Stachiewicz
- Kazimierz Strzemię-Marszyński
- Nikodem Sulik
- Bolesław Szarecki
- Antoni Szylling
- Zygmunt Bohusz-Szyszko
- Stanisław Świtalski
- Stanisław Taczak
- Stanisław Tatar
- Stanisław Thiel
- Wiktor Thommée
- Marian Turkowski
- Józef Werobej
- Józef Wiatr
- Wacław Scaevola-Wieczorkiewicz
- Bolesław Wieniawa-Długoszowski
- Kazimierz Wiśniowski
- Franciszek Wład
- Jerzy Wołkowicki
- Józef Ludwik Zając
- Mariusz Zaruski
- Ferdynand Zarzycki
- Ludwik Ząbkowski
- Antoni Zdrojewski
- Karol Ziemski
- Juliusz Zulauf
- Marian Żegota-Januszajtis
- Eugeniusz Żongołłowicz

## Generałowie i admirałowie ludowego Wojska Polskiego 1943–1989
- Filipp Agalcow
- Dymitr Aleksandrow
- Henryk Andracki
- Jewgienij Andriejew
- Franciszek Andrijewski
- Zygmunt Anichimowski
- Stanisław Antos
- Henryk Antoszkiewicz
- Kazimierz Babian
- Bolesław Balcerowicz
- Wojciech Barański
- Władysław Barcikowski
- Dawid Barinow
- Zdzisław Barszczewski
- Józef Baryła
- Tadeusz Bazydło
- Bronisław Jan Bednarz
- Tadeusz Bełczewski
- Władimir Benski
- Zygmunt Berling
- Wojciech Bewziuk
- Tadeusz Białek
- Adam Bidziński
- Mieczysław Bień
- Zbigniew Blechman
- Ignacy Blum
- Zdzisław Bobecki
- Zdzisław Barszczewski
- Jan Bobrowicz
- Kazimierz Bogdanowicz
- Leonard Boguszewski
- Edmund Bołociuch
- Bolesław Bonczar
- Michaił Bondarenko
- Marian Bondzior
- Georgij Bono
- Jerzy Bończak
- Jerzy Bordziłowski
- Edward Braniewski
- Stanisław Brodziński (generał)
- Mieczysław Bronowiecki
- Zenon Bryk
- Leon Bukojemski
- Edmund Buła
- Siergiej Buszew
- Jan Celek
- Heliodor Cepa
- Tadeusz Cepak
- Aleksander Cesarski
- Bolesław Chocha
- Michaił Chilinski
- Kazimierz Chudy
- Jan Cieślik
- Józef Cwetsch
- Mieczysław Cygan
- Franciszek Cymbarewicz
- Jan Czapla
- Adam Czaplewski
- Jan Czarnecki
- Bolesław Czarniawski
- Apoloniusz Czernów
- Zbigniew Czerwiński
- Gwidon Czerwiński
- Lucjan Czubiński
- Czesław Czubryt-Borkowski
- Wacław Czyżewski (generał)
- Mieczysław Dachowski
- Marian Daniluk
- Stanisław Daniluk-Daniłowski
- Wacław Daszkiewicz
- Paweł Dąbek
- Tadeusz Dąbkowski
- Mieczysław Dębicki
- Czesław Dęga
- Michaił Diegtiariow
- Dmitrij Diominow
- Kuźma Dmitrijew
- Jan Dobraczyński
- Jakow Drajczuk
- Jewgienij Drozdiecki
- Edward Drzazga
- Jan Drzewiecki
- Leon Dubicki
- Lesław Dudek
- Zygmunt Duszyński
- Ludwik Dutkowski
- Jerzy Dymkowski
- Edward Dysko
- Józef Dziadura
- Tadeusz Dziekan
- Rudolf Dzipanow
- Jerzy Ejmont
- Ksawery Floryanowicz
- Jerzy Fonkowicz
- Antoni Frankowski
- Jan Frey-Bielecki
- Andrzej Freń
- Stanisław Fryń
- Aleksander Gembal
- Tadeusz Gembicki
- Zygmunt Gilewicz
- Zdzisław Głuszczyk
- Apoloniusz Golik
- Władysław Gołąbek
- Jerzy Gotowała
- Jan Górecki
- Marcin Górski
- Florian Grabczyński
- Aleksander Grabowski
- Zdzisław Graczyk
- Marian Graniewski
- Leon Gregorowicz
- Stanisław Grodzki
- Michaił Gromagin
- Mieczysław Grudzień
- Janusz Gumuliński
- Roman Harmoza
- Franciszek Herman
- Mirosław Hermaszewski
- Władysław Hermaszewski
- Juliusz Hibner
- Kryspian Hille
- Edward Hołyński
- Władysław Honkisz
- Adolf Humeniuk
- Tadeusz Hupałowski
- Zygmunt Huszcza
- Edward Hyra
- Jakow Iszczenko
- Arnold Iwaszkiewicz
- Henryk Jabłoński
- Józef Jacewicz
- Wacław Jagas
- Władysław Jagiełło
- Michał Jakubik
- Michał Janiszewski
- Mikołaj Janiszewski
- Aleksander Jankowski
- Henryk Jankowski
- Kazimierz Jankowski
- Wiktor Jankowski
- Jerzy Jarosz
- Piotr Jaroszewicz
- Wojciech Jaruzelski
- Antoni Jasiński
- Artur Jastrzębski
- Adam Jaworski-Choroszkiewicz
- Józef Jaworski
- Stefan Jaworski
- Tadeusz Jedynak
- Tadeusz Jemioło
- Władysław Jerzak
- Jan Jośkiewicz
- Władysław Jura
- Zbigniew Jurewicz
- Iwan Jurin
- Michaił Jurkin
- Mieczysław Kaczyński
- Sylwester Kaliski
- Andrzej Kaliwoszka
- Sergiusz Kaługin
- Franciszek Kamiński
- Franciszek Kamiński
- Józef Kamiński
- Zbigniew Kamiński
- Marek Karakoz
- Anatolij Karułow
- Włodzimierz Kierp
- Jerzy Kirchmayer
- Czesław Kiszczak
- Marian Knast
- Henryk Koczara
- Tadeusz Kojder
- Aleksander Kokoszyn
- Józef Kolasa
- Leon Kołatkowski
- Stanisław Kołcz
- Wacław Komar
- Tadeusz Komarnicki
- Leon Komornicki
- Henryk Kondas
- Izydor Koper
- Marian Koper
- Włodzimierz Kopijkowski
- Władysław Korczyc
- Henryk Kostrzewa
- Grzegorz Korczyński
- Julian Kowalewicz
- Józef Kowalski
- Wiktor Kozak
- Leszek Kozłowski
- Konrad Krajewski (generał)
- Tytus Krawczyc
- Romuald Królak
- Stanisław Kruczek
- Leszek Krzemień
- Czesław Krzyszowski
- Franciszek Księżarczyk
- Ryszard Kubiczek
- Telesfor Kuczko
- Teodor Kufel
- Bronisław Kuriata
- Jan Kuriata
- Józef Kuropieska
- Tadeusz Kuśmierski
- Włodzimierz Kwaczeniuk
- Zdzisław Kwiatkowski
- Iwan Latecki
- Eugeniusz Leoszenia
- Kazimierz Leśniak
- Aleksander Ligaj
- Kazimierz Lipiński
- Stanisław Lisowski
- Bronisław Lubański
- Eugeniusz Ignacy Luśniak
- Jerzy Łagoda
- Leon Łapiński
- Edward Łańcucki
- Wiesław Łasiński
- Jan Łazarczyk
- Grigorij Łaźko
- Iwan Łoginow
- Longin Łozowicki
- Edward Łukasik
- Kazimierz Makarewicz
- Bazyli Maksimczuk
- Samuel Malko
- Czesław Mankiewicz
- Brunon Marchewka
- Zdzisław Markowski
- Bolesław Matusz
- Mikołaj Matwijewicz
- Zbigniew Maziej
- Mieczysław Mazur
- Jan Mazurkiewicz
- Mieczysław Michalik
- Ryszard Michalik
- Zbigniew Michalski (generał)
- Michaił Michałkin
- Henryk Michałowski
- Norbert Michta
- Ryszard Milczarek
- Aleksander Modzelewski
- Jerzy Modrzewski
- Michał Moguczy
- Konstanty Józef Mojzych
- Eugeniusz Molczyk
- Stanisław Mroczka
- Stefan Mossor
- Franciszek Mróz
- Władysław Mróz
- Józef Muszyński
- Włodzimierz Muś
- Marian Naszkowski
- Teodor Naumienko
- Witold Niedek
- Benedykt Niestorowicz
- Sergiusz Noss
- Walenty Nowak
- Zbigniew Nowak
- Cezary Nowicki
- Witold Nowodworski
- Tadeusz Obara
- Mieczysław Obiedziński
- Tadeusz Obroniecki
- Edward Ochab
- Edward Ogrodowicz
- Zbigniew Ohanowicz
- Stanisław Okęcki
- Bruno Olbrycht
- Włodzimierz Oliwa
- Stefan Orliński
- Zdzisław Ostrowski
- Michał Owczynnikow
- Krzysztof Pajewski
- Marian Pasternak
- Roman Paszkowski
- Gustaw Paszkiewicz
- Julian Paździor
- Józef Petruk (generał)
- Borys Pigarewicz
- Henryk Pietraszkiewicz
- Stiepan Pietrowski
- Zdzisław Pietrucha
- Henryk Pietrzak
- Tadeusz Pietrzak
- Włodzimierz Piliński
- Czesław Piotrowski
- Tadeusz Pióro
- Jan Piróg
- Władysław Polański
- Michał Polech
- Afanasij Poliszczuk
- Fiodor Połynin
- Stanisław Popławski
- Edward Poradko
- Andrzej Porajski
- Zenon Poznański
- Bronisław Półturzycki
- Jakub Prawin
- Kazimierz Prokopowicz
- Ignatij Prostiakow
- Mikołaj Prus-Więckowski
- Piotr Przybyszewski
- Piotr Przyłucki
- Edmund Pszczółkowski
- Franciszek Puchała
- Jan Puławski
- Jan Raczkowski
- Jerzy Rakowski
- Henryk Rapacewicz
- Leopold Raznowiecki
- Edward Redwanz
- Andrzej Rembalski
- Marian Robełek
- Otton Roczniok
- Edward Rogala
- Stanisław Rogowski
- Aleksander Romeyko
- Brunon Romiszewski
- Roman Ropek
- Jan Rotkiewicz
- Zdzisław Rozbicki
- Edwin Rozłubirski
- Józef Rudawski
- Marian Ryba
- Andrzej Rybacki
- Henryk Rzepkowski
- Adam Salamonowicz
- Leo Samet
- Jerzy Sateja
- Robert Satanowski
- Jemielian Sawczenko
- Włodzimierz Sawczuk
- Kuźma Sazonow
- Sergiusz Sazonow
- Włodzimierz Seweryński
- Janusz Sieczkowski
- Jarosław Sielużycki
- Mieczysław Sikorski
- Antoni Siluk
- Jan Siuchniński
- Antoni Siwicki
- Florian Siwicki
- Jerzy Skalski
- Stanisław Skalski
- Franciszek Skibiński
- Julian Skokowski
- Piotr Słuczewski
- Mieczysław Słupski
- Stanisław Smoleń
- Józef Sobieraj
- Ludwik Sobieraj
- Józef Sobiesiak
- Jan Socha
- Edmund Soja
- Włodzimierz Sokorski
- Józef Smaga
- Jan Sośnicki
- Marian Spychalski
- Tadeusz Sroczyński
- Jan Stamieszkin
- Tadeusz Stawowiak
- Józef Stebelski
- Kazimierz Stec
- Zdzisław Stelmaszuk
- Czesław Stopiński
- Feliks Stramik
- Wsiewołod Strażewski
- Michał Stryga
- Sebastian Strzałkowski
- Kazimierz Strzemię-Marszyński
- Leon Sulima
- Ławrientij Switielski
- Tadeusz Szaciłło
- Aleksander Szacki
- Henryk Szafrański
- Bolesław Szarecki
- Władysław Szczepucha
- Bolesław Szczerba
- Ignacy Szczęsnowicz
- Kazimierz Szeląg
- Jemielian Sawczenko
- Józef Szewczyk
- Wacław Szklarski
- Edward Szpitel
- Henryk Szumski
- Zbigniew Szydłowski
- Ryszard Szymanik
- Jan Szymanowski
- Stefan Szymański
- Władysław Szymłowski
- Czesław Szystowski
- Leon Szyszko
- Jan Śliwiński
- Jan Światowiec
- Karol Świerczewski
- Konrad Świetlik
- Stanisław Świnarski
- Edward Tarała
- Marian Tarnawski
- Aleksander Tarnowski
- Stanisław Tatar
- Józef Tenerowicz
- Siemion Tichonczuk
- Konstantin Tielnow
- Kazimierz Tomaszewski
- Aleksandr Torochow
- Nikołaj Trofimczuk
- Tadeusz Tuczapski
- Marian Turkowski
- Kazimierz Underko
- Józef Urbanowicz
- Tadeusz Urbańczyk
- Mieczysław Urbański
- Adam Uziembło
- Józef Użycki
- Józef Waluk
- Marian Wasilewski
- Aleksander Waszkiewicz
- Jan Waliszkiewicz
- Zygmunt Walter-Janke
- Marian Waluchowski
- Czesław Waryszak
- Mieczysław Wągrowski
- Edward Wejner
- Witold Wereszczyński
- Ryszard Wieczorek
- Eugeniusz Wiślicz-Iwańczyk
- Ryszard Wilczyński
- Kazimierz Witaszewski
- Edward Włodarczyk
- Mieczysław Włodarski
- Wiesław Wojciechowski
- Jan Wojtala
- Lesław Wojtasik
- Paweł Wołodin
- Bernard Woźniecki
- Jan Wójcicki
- Marian Wróblewski
- Jan Wyderkowski
- Stanisław Wytyczak
- Andriej Wywołokin
- Zbigniew Zalewski
- Aleksander Zawadzki
- Stanisław Zawadzki
- Janusz Zarzycki
- Marian Zdrzałka
- Zbigniew Zieleniewski
- Jan Zieliński
- Marian Zieliński
- Stefan Zieliński
- Zygmunt Zieliński
- Wiktor Ziemiński
- Jerzy Ziętek
- Włodzimierz Zmaczyński
- Jerzy Zych
- Stanisław Żak
- Zdzisław Żarski
- Ilja Żernakow
- Stiepan Żydek
- Michał Żymierski
- Albin Żyto

### Generalicja ludowego Wojska Polskiego według stanu na dzień 31 grudnia 1955 roku
Wykaz imienny generałów i admirałów ludowego Wojska Polskiego pozostających w czynnej służbie w dniu 31 grudnia 1955 roku:
- 1.	gen. bryg./gen. mjr AR Franc Nestorowicz Andrijewski – dowódca Warszawskiego Okręgu Wojskowego
- 2.	gen. dyw./gen. por. AR Władimir Stiepanowicz Benski – zastępca szefa Sztabu Generalnego WP ds. organizacyjno-mobilizacyjnych
- 3.	gen. dyw. Wojciech Bewziuk – dyspozycja MON (ostatnio dowódca artylerii Okręgu Wojskowego nr I w Warszawie)
- 4.	gen. broni /gen. płk AR Jerzy Bordziłowski – wiceminister obrony narodowej, szef Sztabu Generalnego WP
- 5.	gen. bryg./gen. mjr AR Michaił Płatonowicz Chiliński – szef Głównego Zarządu Wyszkolenia Bojowego
- 6.	gen. bryg. Franciszek Cymbarewicz – szef Głównego Zarządu Tyłów WP
- 7.	gen. bryg. Adam Czaplewski – zastępca dowódcy Pomorskiego Okręgu Wojskowego ds. wojsk pancernych i zmechanizowanych – szef Oddziału Wojsk Pancernych i Zmechanizowanych
- 8.	gen. dyw./gen. por. AR Dmitrij Konstantinowicz Diominow – zastępca szefa Sztabu Generalnego WP ds. planowania i uzbrojenia
- 9.	gen. bryg. Jan Drzewiecki – szef Zarządu I Operacyjnego Sztabu Generalnego WP
- 10.	gen. bryg. Leon Dubicki – szef sztabu Dowództwa Artylerii WP
- 11.	gen. bryg. pil. Jan Frey-Bielecki – zastępca dowódcy Wojsk Lotniczych i Obrony Przeciwlotniczej Obszaru Kraju ds. obrony przeciwlotniczej obszaru kraju i lotnictwa myśliwskiego
- 12.	gen. bryg. Marian Graniewski – podsekretarz stanu w Ministerstwie Kontroli Państwowej
- 13.	gen. bryg. Juliusz Hibner – dowódca Wojsk Wewnętrznych
- 14.	gen. bryg. Zygmunt Huszcza – zastępca dowódcy Pomorskiego Okręgu Wojskowego
- 15.	gen. bryg./gen. mjr AR Piotr Iwanowicz Iwanow – komendant Fakultetu Wojsk Pancernych i Zmechanizowanych Wojskowej Akademii Technicznej
- 16.	gen. bryg. pil. Michał Jakubik – studia w Wyższej Akademii Wojskowej im. K. Woroszyłowa w Moskwie (ostatnio zastępca dowódcy Wojsk Lotniczych i Obrony Przeciwlotniczej Obszaru Kraju ds. szkolenia)
- 17.	gen. bryg./gen. mjr AR Wasilij Kadazanowicz – szef sztabu Wojsk Lotniczych i Obrony Przeciwlotniczej Obszaru Kraju
- 18.	gen. bryg. Józef Kamiński – dowódca 2 Korpusu Pancernego we Wrocławiu
- 19.	gen. bryg./gen. mjr AR Dmitrij Gieorgijewicz Kopiejkin – zastępca dowódcy Wojsk Pancernych i Zmechanizowanych WP ds. technicznych
- 20.	gen. bryg. Tadeusz Kunicki – dowódca Artylerii Pomorskiego Okręgu Wojskowego
- 21.	gen. bryg. Jewgienij Laszko – dowódca Artylerii Śląskiego Okręgu Wojskowego
- 22.	gen. dyw./gen. por. AR Jewgienij Warfołomiejewicz Leoszenia – komendant Wojskowej Akademii Technicznej
- 23.	gen. bryg./gen. mjr AR Borys Władimirowicz Lusin –szef sztabu Dowództwa Wojsk Pancernych i Zmechanizowanych WP
- 24.	gen. bryg./gen. mjr AR Romuald Malinowski – szef Wojsk Łączności WP
- 25.	gen. broni/gen. płk AR Michaił Siemionowicz Michałkin – dowódca Artylerii WP
- 26.	gen. bryg. Konstanty Mojzych – szef Departamentu Finansów MON
- 27.	gen. bryg. Edward Mokrzecki – szef Departamentu Uzbrojenia MON
- 28.	gen. bryg. Włodzimierz Muś – dowódca Korpusu Bezpieczeństwa Wewnętrznego
- 29.	gen. bryg. Cezary Nowicki – szef Służby Samochodowej MON
- 30.	gen. bryg. Stanisław Okęcki – szef Zarządu XI Wojskowo-Historycznego Sztabu Generalnego WP, przewodniczący Komisji Wojskowo-Historycznej MON
- 31.	gen. bryg./gen. mjr AR Aleksiej Mironowicz Pietrow – szef Zarządu IX Topograficznego Sztabu Generalnego WP – szef Służby Topograficznej
- 32.	gen. broni/gen. płk AR Borys Aleksiejewicz Pigarewicz – zastępca szefa Sztabu Generalnego WP
- 33.	gen. bryg./gen. mjr AR Władimir Piliński – szef Wojsk Inżynieryjnych MON
- 34.	gen. armii/gen. armii AR Stanisław Popławski – wiceminister obrony narodowej
- 35.	gen. dyw. Bronisław Półturzycki – zastępca przewodniczącego Państwowej Komisji Planowania Gospodarczego
- 36.	gen. dyw. Mikołaj Prus-Więckowski – dyrektor Biura Wojskowego w Ministerstwie Rolnictwa
- 37.	Marszałek Polski Konstanty Rokossowski – minister obrony narodowej PRL
- 38.	gen. dyw. / gen. por. AR Jan Rotkiewicz – dowódca Pomorskiego Okręgu Wojskowego
- 39.	gen. bryg. Leo Samet – szef Departamentu Służby Zdrowia MON
- 40.	gen. bryg./gen. mjr AR Piotr Michajłowicz Siemieniuk – zastępca komendanta Wojskowej Akademii Technicznej ds. technicznych i materiałowych
- 41. gen. bryg./gen. mjr AR Wiktor Sienicki – komendant Akademii Sztabu Generalnego WP
- 42.	gen. bryg./gen. mjr AR Siergiej Fiodorowicz Siwicki – zastępca dowódcy Śląskiego Okręgu Wojskowego ds. wojsk pancernych i zmechanizowanych – szef Oddziału Wojsk Pancernych i Zmechanizowanych
- 43.	gen. bryg. Ostap Steca – dyspozycja MON (ostatnio p.o. dowódcy Śląskiego Okręgu Wojskowego)
- 44.	gen. dyw. Wsiewołod Strażewski – dowódca Śląskiego Okręgu Wojskowego
- 45.	kontradm. Zdzisław Studziński – dowódca Marynarki Wojennej
- 46.	gen. broni/gen. płk AR Iwan Prokofijewicz Suchow – dowódca Wojsk Pancernych i Zmechanizowanych WP
- 47.	gen. dyw. prof. dr n. med. Bolesław Szarecki – Naczelny Chirurg WP, doradca szefa Departamentu Służby Zdrowia MON
- 48.	gen. bryg. Jan Śliwiński – szef Departamentu Kadr MON
- 49.	gen. bryg./gen. mjr AR Aleksandr Fiodorowicz Torochow – zastępca dowódcy Wojsk Lotniczych i Obrony Przeciwlotniczej Obszaru Kraju ds. inżynieryjno-eksploatacyjnych – Główny Inżynier Wojsk Lotniczych
- 50.	gen. broni/gen. płk AR Iwan Turkiel – dowódca Wojsk Lotniczych i Obrony Przeciwlotniczej Obszaru Kraju
- 51.	gen. bryg. Józef Turski – urlopowany z WP: prezes Zarządu Głównego Ligi Przyjaciół Żołnierza
- 52.	gen. bryg. Czesław Waryszak – szef sztabu Śląskiego Okręgu Wojskowego
- 53.	kontradm. Jan Wiśniewski – szef sztabu głównego Marynarki Wojennej
- 54.	gen. bryg./gen. mjr AR Nikołaj Andriejewicz Woliwachin – szef sztabu Pomorskiego Okręgu Wojskowego
- 55.	gen. bryg./gen. mjr AR Paweł Wasiljewicz Wołodin – komendant Fakultetu Wojsk Łączności Wojskowej Akademii Technicznej
- 56.	gen. bryg. Kazimierz Witaszewski – wiceminister obrony narodowej, szef Głównego Zarządu Politycznego WP
- 57.	gen. bryg. Stanisław Zarakowski – Naczelny Prokurator Wojskowy

### Generalicja ludowego Wojska Polskiego według stanu na dzień 31 grudnia 1965 roku
Wykaz imienny generałów i admirałów ludowego Wojska Polskiego pozostających w czynnej służbie w dniu 31 grudnia 1965 roku:
- 1.	gen. bryg. Stanisław Antos – dowódca 12 Dywizji Zmechanizowanej w Szczecinie
- 2.	gen. bryg. dr Bronisław Bednarz – komendant Wojskowego Instytutu Historycznego, przewodniczący Komisji Koordynacyjnej Nauk Wojskowo-Historycznych
- 3.	gen. bryg. Tadeusz Białek – inspektor budownictwa i kwaterunku wojskowego – zastępca Głównego Kwatermistrza WP
- 4.	gen. bryg. prof. Mieczysław Bień (generał) – inspektor ds. naukowo-badawczych Sztabu Generalnego WP
- 5.	gen. bryg. Ignacy Blum – pełnomocnik ministra obrony narodowej przy Polskiej Akademii Nauk
- 6.	gen. bryg. Zdzisław Bobecki – szef Katedry Taktyki i Sztuki Operacyjnej – kierownik studiów podyplomowych Wojskowej Akademii Technicznej
- 7.	gen. broni Jerzy Bordziłowski – wiceminister obrony narodowej – Główny Inspektor Szkolenia WP
- 8.	gen. bryg. Edward Braniewski – komendant Wojskowej Akademii Politycznej im. Feliksa Dzierżyńskiego w Warszawie
- 9.	gen. bryg. Mieczysław Bronowiecki – zastępca szefa Departamentu Uzbrojenia MON
- 10.	gen. bryg. Aleksander Cesarski – zastępca Głównego Inspektora Obrony Terytorialnej – szef Inspektoratu Powszechnej Samoobrony
- 11.	gen. dyw. Bolesław Chocha – zastępca szefa Sztabu Generalnego WP ds. operacyjnych
- 12.	gen. bryg. Franciszek Cymbarewicz – kierownik Centralnej Składnicy Intendenckiej w Rembertowie
- 13.	gen. bryg. Jan Czapla – zastępca szefa Głównego Zarządu Politycznego WP – szef Zarządu I Organizacyjnego
- 14.	gen. dyw. Adam Czaplewski – zastępca szefa Sztabu Generalnego WP ds. organizacyjno-mobilizacyjnych
- 15.	gen. bryg. Jan Czarnecki (generał) – szef Wojewódzkiego Sztabu Wojskowego w Olsztynie
- 16.	gen. dyw. Czesław Czubryt-Borkowski – szef Wojsk Obrony Przeciwlotniczej MON
- 17.	gen. bryg. Wacław Czyżewski (generał) – zastępca komendanta Wojskowej Akademii Technicznej ds. liniowych
- 18.	gen. bryg. Mieczysław Cygan – komendant Ośrodka Szkolenia Służb Kwatermistrzowskich w Poznaniu
- 19.	gen. bryg. Czesław Dęga – szef artylerii Śląskiego Okręgu Wojskowego
- 20.	gen. bryg. Eugeniusz Dostojewski – przekazany do MSW – dyrektor Zarządu Kontroli Ruchu Granicznego w MSW
- 21.	gen. bryg. Jan Drzewiecki – szef Wojewódzkiego Sztabu Wojskowego Warszawa – Województwo
- 22.	gen. bryg. Leon Dubicki – zastępca szefa Biura Studiów MON ds. techniki i uzbrojenia
- 23.	gen. bryg. dr Lesław Dudek – szef Katedry Taktyki Tyłów Akademii Sztabu Generalnego WP
- 24.	gen. broni Zygmunt Duszyński – szef Biura Studiów MON
- 25.	gen. bryg. Józef Dziadura – komendant Garnizonu m. st. Warszawy
- 26.	gen. bryg. Jerzy Ejmont – szef Departamentu Służby Zdrowia MON – szef Służby Zdrowia WP
- 27.	gen. bryg. Jerzy Fonkowicz – attaché wojskowy, morski i lotniczy przy Ambasadzie PRL w Helsinkach
- 28.	gen. bryg. Andrzej Freń – szef Wojewódzkiego Sztabu Wojskowego w Opolu
- 29.	gen. bryg. prof. Marian Garlicki – dyspozycja MON – szef Katedry Chirurgii Kostno-Urazowej i Ortopedii z Kliniką – kierownik Kliniki Wojskowej Akademii Medycznej w Łodzi
- 30.	gen. dyw. Marian Graniewski – Główny Inspektor Planowania i Techniki – zastępca szefa Sztabu Generalnego WP
- 31.	kontradmirał Gereon Grzenia-Romanowski – dyspozycja MON (do 28 grudnia 1965 r. zastępca dowódcy Marynarki Wojennej – szef Zarządu Politycznego Marynarki Wojennej)
- 32.	gen. bryg. Edward Hołyński – szef Wojsk Łączności MON
- 33.	gen. bryg. Tadeusz Hupałowski – zastępca Głównego Inspektora Obrony Terytorialnej – szef Inspektoratu Obrony Terytorialnej
- 34.	gen. dyw. Zygmunt Huszcza – zastępca Głównego Inspektora Szkolenia WP
- 35.	gen. bryg. Arnold Iwaszkiewicz – zastępca komendanta Wojskowej Akademii Technicznej ds. szkolenia i nauki
- 36.	gen. bryg. pil. Józef Jacewicz – zastępca dowódcy Lotnictwa Operacyjnego ds. liniowych
- 37.	gen. bryg. Wacław Jagas – zastępca dowódcy Warszawskiego Okręgu Wojskowego ds. liniowych
- 38.	gen. bryg. Władysław Jagiełło – szef sztabu Głównego Inspektoratu Lotnictwa
- 39.	gen. bryg. pil. Michał Jakubik – zastępca Głównego Inspektora Lotnictwa ds. szkolenia lotniczego
- 40.	kontradmirał Ludwik Janczyszyn – szef sztabu – zastępca dowódcy Marynarki Wojennej
- 41.	gen. bryg. Aleksander Jankowski – zastępca dowódcy Warszawskiego Okręgu Wojskowego ds. Obrony Terytorialnej
- 42.	gen. bryg. Kazimierz Jankowski – prezes Izby Wojskowej Sądu Najwyższego
- 43.	gen. dyw. Wojciech Jaruzelski – wiceminister obrony narodowej – szef Sztabu Generalnego WP
- 44.	gen. bryg. Artur Jastrzębski – attaché wojskowy, morski i lotniczy Ambasady PRL w Rzymie
- 45.	gen. bryg. Tadeusz Jedynak (generał) – dyspozycja MON (ostatnio zastępca szefa Zarządu II Sztabu Generalnego WP)
- 46.	gen. bryg. Władysław Jerzak – szef Departamentu Uzbrojenia MON
- 47.	gen. bryg. pil. Franciszek Kamiński – dowódca Lotnictwa Operacyjnego
- 48.	gen. dyw. Józef Kamiński – dowódca Pomorskiego Okręgu Wojskowego
- 49.	gen. bryg. Aleksander Kokoszyn – sekretarz Komitetu Partyjnego Instytucji Centralnych MON
- 50.	gen. bryg. Józef Kolasa – komendant Centrum Szkolenia Wojsk Lądowych w Drawsku Pomorskim
- 51.	gen. bryg. Wacław Komar – przekazany do MSW – dyrektor generalny MSW ds. zaopatrzenia
- 52.	gen. bryg. Włodzimierz Kopijkowski – minister pełnomocny – szef Polskiej Misji Wojskowej w Komisji Nadzorczej Państw Neutralnych w Korei
- 53.	gen. dyw. Grzegorz Korczyński – wiceminister obrony narodowej – Główny Inspektor Obrony Terytorialnej
- 54.	gen. bryg. Wiktor Kozak – szef Wojsk Rakietowych i Artylerii Warszawskiego Okręgu Wojskowego
- 55.	gen. bryg. pil. Tadeusz Krepski – dowódca 2 Korpusu Obrony Powietrznej Kraju (Bydgoszcz)
- 56.	gen. bryg. Leszek Krzemień – pełnomocnik rządu PRL ds. pobytu wojsk radzieckich w Polsce – przewodniczący delegacji polskiej w Komisji Mieszanej
- 57.	gen. dyw. Franciszek Księżarczyk – zastępca szefa Głównego Zarządu Politycznego WP, prezes Zarządu Głównego Ligi Obrony Kraju
- 58.	gen. bryg. Teodor Kufel – szef Wojskowej Służby Wewnętrznej MON
- 59.	gen. bryg. Tadeusz Kunicki – zastępca komendanta Wojskowej Akademii Politycznej im. F. Dzierżyńskiego ds. szkolenia taktyczno-operacyjnego
- 60.	gen. bryg. Bronisław Kuriata – zastępca Głównego Inspektora Obrony Terytorialnej – cz. p.o. dowódcy Wojsk Obrony Wewnętrznej
- 61.	gen. dyw. Józef Kuropieska – komendant Akademii Sztabu Generalnego WP im. gen. broni K. Świerczewskiego
- 62.	gen. dyw. Eugeniusz Kuszko – attaché wojskowy, morski i lotniczy Ambasady PRL w Moskwie
- 63.	gen. bryg. Zdzisław Kwiatkowski – dowódca 8 Dywizji Zmechanizowanej w Koszalinie
- 64.	gen. bryg. Aleksander Ligaj – zastępca szefa Inspektoratu Szkolenia WP
- 65.	gen. bryg. Leon Łapiński – dowódca 4 Pomorskiej Dywizji Piechoty w Krośnie Odrzańskim
- 66.	gen. bryg. Samuel Malko – inspektor ds. organizacji paramilitarnych w Głównym Inspektoracie Obrony Terytorialnej
- 67.	gen. dyw. pil. Czesław Mankiewicz – dowódca Wojsk Obrony Powietrznej Kraju
- 68.	gen. bryg. Brunon Marchewka – zastępca Głównego Kwatermistrza WP ds. komunikacji
- 69.	gen. bryg. Mikołaj Matwijewicz – zastępca Głównego Kwatermistrza WP
- 70.	gen. bryg. Mieczysław Mazur – zastępca dowódcy Śląskiego Okręgu Wojskowego ds. Obrony Terytorialnej
- 71.	gen. bryg. Zbigniew Michalski – zastępca dowódcy Pomorskiego Okręgu Wojskowego ds. liniowych
- 72.	gen. dyw. Mieczysław Moczar – minister spraw wewnętrznych PRL
- 73.	gen. bryg. Eugeniusz Molczyk – dowódca Śląskiego Okręgu Wojskowego
- 74.	gen. bryg. Franciszek Mróz – dyspozycja MON (ostatnio szef Polskiej Misji Wojskowej w Komisji Nadzorczej Państw Neutralnych w Korei)
- 75.	gen. bryg. Władysław Mróz – szef sztabu Szefostwa Wojsk Rakietowych i Artylerii WP
- 76.	gen. bryg. dr Włodzimierz Muś – attaché wojskowy, morski i lotniczy Ambasady PRL w Budapeszcie
- 77.	gen. bryg. Teodor Naumienko – szef Zarządu IX Topograficznego Sztabu Generalnego WP – szef Służby Topograficznej
- 78.	gen. bryg. dr Cezary Nowicki – szef Służby Samochodowej MON
- 79.	gen. bryg. Mieczysław Obiedziński – szef sztabu Głównego Kwatermistrzostwa WP
- 80.	gen. bryg. Zbigniew Ohanowicz – zastępca dowódcy Śląskiego Okręgu Wojskowego ds. liniowych
- 81.	gen. bryg. prof. Stanisław Okęcki – szef Katedry Historii Sztuki Wojennej Akademii Sztabu Generalnego WP
- 82.	gen. bryg. Włodzimierz Oliwa – szef Zarządu II Sztabu Generalnego WP
- 83.	gen. bryg. Stefan Orliński – inspektor ds. organizacji paramilitarnych w Głównym Inspektoracie Obrony Terytorialnej
- 84.	gen. dyw. Michał Owczynnikow – komendant Wojskowej Akademii Technicznej im. J. Dąbrowskiego w Warszawie
- 85.	gen. bryg. pil. Roman Paszkowski – zastępca dowódcy Wojsk Obrony Powietrznej Kraju ds. liniowych
- 86.	gen. bryg. pil. dr Julian Paździor – dowódca 3 Korpusu Obrony Powietrznej Kraju (Wrocław)
- 87.	gen. bryg. dr Tadeusz Pietrzak – przekazany do MSW – komendant główny Milicji Obywatelskiej
- 88.	gen. bryg. Edward Pfeffer – szef Zarządu VII Planowania Materiałowego, Mobilizacyjnego i Bieżącego Sztabu Generalnego WP
- 89.	gen. bryg. Tadeusz Pióro – zastępca komendanta Akademii Sztabu Generalnego WP ds. naukowych
- 90.	gen. bryg. Władysław Polański – zastępca szefa Głównego Zarządu Politycznego WP – szef Zarządu II Propagandy i Agitacji
- 91.	gen. dyw. pil. Jan Raczkowski – Główny Inspektor Lotnictwa
- 92.	gen. bryg. Otton Roczniok – szef Wojewódzkiego Sztabu Wojskowego w Katowicach
- 93.	gen. bryg. Edwin Rozłubirski – dowódca 6 Pomorskiej Dywizji Powietrznodesantowej w Krakowie, dowódca Garnizonu Kraków
- 94.	kontradmirał Zygmunt Rudomino – zastępca szefa sztabu Marynarki Wojennej ds. operacyjnych – szef Zarządu Operacyjnego
- 95.	gen. bryg. dr Marian Ryba – Naczelny Prokurator Wojskowy – zastępca Prokuratora Generalnego PRL
- 96.	gen. bryg. Leo Samet – delegat MON przy Zarządzie Głównym Polskiego Czerwonego Krzyża
- 97.	gen. bryg. Florian Siwicki – szef sztabu – zastępca dowódcy Śląskiego Okręgu Wojskowego
- 98.	kontradmirał Józef Sobiesiak – zastępca dowódcy Marynarki Wojennej ds. obrony wybrzeża
- 99.	Marszałek Polski Marian Spychalski – minister obrony narodowej PRL
- 100.	gen. bryg. Jan Stamieszkin – szef sztabu – zastępca dowódcy Wojsk Obrony Powietrznej Kraju
- 101.	gen. bryg. Józef Stebelski – szef sztabu – zastępca dowódcy Pomorskiego Okręgu Wojskowego
- 102.	gen. bryg. Michał Stryga – szef sztabu – zastępca dowódcy Warszawskiego Okręgu Wojskowego
- 103.	wiceadmirał Zdzisław Studziński – dowódca Marynarki Wojennej
- 104.	gen. bryg. Władysław Szczepucha – szef artylerii Wojsk Obrony Powietrznej Kraju
- 105.	gen. bryg. Ignacy Szczęsnowicz – szef Wojsk Rakietowych i Artylerii WP
- 106.	gen. bryg. Zbigniew Szydłowski – zastępca szefa Głównego Zarządu Politycznego WP – szef Zarządu III Kultury i Oświaty
- 107.	gen. bryg. Jan Szymanowski – szef Wojsk Inżynieryjnych MON
- 108.	gen. dyw. dr Jan Śliwiński – stały przedstawiciel Sztabu Generalnego WP przy Sztabie Zjednoczonych Sił Zbrojnych Układu Warszawskiego w Moskwie
- 109.	gen. bryg. Marian Tarnawski – dowódca 20 Dywizji Pancernej w Szczecinku
- 110.	gen. dyw. Tadeusz Tuczapski – I zastępca Głównego Inspektora Szkolenia WP – szef Inspektoratu Szkolenia
- 111.	gen. bryg. Józef Turski – dyspozycja MON (ostatnio attaché wojskowy, morski i lotniczy Ambasady PRL w Sofii)
- 112.	gen. bryg. Kazimierz Underko – attaché handlowy – radca ds. inżynierii w Biurze Radcy Handlowego w Moskwie
- 113.	gen. dyw. Józef Urbanowicz – szef Głównego Zarządu Politycznego WP
- 114.	gen. bryg. Adam Uziembło – sekretarz Rady Wyższego Szkolnictwa Wojskowego
- 115.	gen. bryg. Marian Waluchowski – zastępca przewodniczącego Komisji Planowania przy Radzie Ministrów PRL
- 116.	gen. bryg. Józef Waluk – zastępca dowódcy Wojsk Ochrony Pogranicza ds. zwiadu – szef Zarządu Zwiadu
- 117.	gen. dyw. Czesław Waryszak – dowódca Warszawskiego Okręgu Wojskowego
- 118.	gen. bryg. Jan Wyderkowski – dyspozycja MON (ostatnio attaché wojskowy, morski i lotniczy Ambasady PRL w Moskwie)
- 119.	gen. bryg. Stanisław Wytyczak – szef Departamentu Kadr MON
- 120.	gen. bryg. Zbigniew Zieleniewski – dowódca 11 Dywizji Pancernej w Żaganiu
- 121.	gen. dyw. Wiktor Ziemiński – Główny Kwatermistrz WP

### Generalicja ludowego Wojska Polskiego według stanu na dzień 31 grudnia 1975 roku
Wykaz imienny generałów i admirałów ludowego Wojska Polskiego pozostających w czynnej służbie w dniu 31 grudnia 1975 roku:
- 1.	gen. bryg. prof. dr hab. Dymitr Aleksandrow – Główny Kardiolog WP, naczelny specjalista wojskowej służby zdrowia w zakresie chorób wewnętrznych
- 2.	gen. dyw. Stanisław Antos – I zastępca Głównego Inspektora Szkolenia – szef Inspektoratu Szkolenia MON
- 3.	gen. bryg. Henryk Antoszkiewicz – dowódca 1 Warszawskiej Dywizji Zmechanizowanej im. T. Kościuszki w Legionowie
- 4.	gen. dyw. dr Wojciech Barański – dowódca Pomorskiego Okręgu Wojskowego
- 5.	gen. dyw. dr Józef Baryła – I zastępca szefa Głównego Zarządu Politycznego WP
- 6.	gen. bryg. dr Tadeusz Bełczewski – p.o. zastępcy szefa Sztabu Generalnego WP ds. systemów kierowania
- 7.	gen. bryg. Tadeusz Białek – urlopowany do Ministerstwa Handlu Zagranicznego: radca handlowy w Biurze Radcy Handlowego przy Ambasadzie PRL w Moskwie
- 8.	gen. bryg. prof. Mieczysław Bień – inspektor ds. naukowo-badawczych – zastępca szefa Zespołu Naukowego Sztabu Generalnego WP
- 9.	gen. bryg. dr Zdzisław Bobecki – komendant Instytutu Systemów Zabezpieczenia Materiałowo – Technicznego Wojsk WAT
- 10.	gen. bryg. dr Mieczysław Bronowiecki – szef sztabu Służb Technicznych – zastępca Głównego Inspektora Techniki WP
- 11.	gen. dyw. Bolesław Chocha – komendant Akademii Sztabu Generalnego WP im. gen. broni Karola Świerczewskiego
- 12.	gen. bryg. Jan Cieślik – zastępca dowódcy Wojsk Obrony Powietrznej Kraju ds. politycznych
- 13.	gen. bryg. Józef Cwetsch – szef Inspektoratu Obrony Cywilnej Kraju – zastępca Głównego Inspektora Obrony Terytorialnej
- 14.	gen. bryg. dr Mieczysław Cygan – szef Katedry Taktyki Tyłów Akademii Sztabu Generalnego WP
- 15.	gen. dyw. Jan Czapla – urlopowany z WP: ambasador PRL w Republice Indii
- 16.	gen. dyw. Adam Czaplewski – dyspozycja MON (ostatnio komendant Akademii Sztabu Generalnego WP im. gen. broni Karola Świerczewskiego)
- 17.	gen. bryg. Zbigniew Czerwiński – minister pełnomocny – szef Polskiej Misji Wojskowej w Komisji Nadzorczej Państw Neutralnych w Korei
- 18.	gen. bryg. dr Lucjan Czubiński – urlopowany z WP: Prokurator Generalny PRL
- 19.	gen. dyw. Wacław Czyżewski – zastępca Głównego Inspektora Obrony Terytorialnej ds. organizacji paramilitarnych
- 20.	gen. bryg. Mieczysław Dachowski – dowódca 16 Dywizji Pancernej w Elblągu
- 21.	gen. dyw. dr Mieczysław Dębicki – szef Sekretariatu Komitetu Obrony Kraju – zastępca sekretarza KOK
- 22.	gen. bryg. dr hab. Czesław Dęga – szef Katedry Taktyki Wojsk Rakietowych i Artylerii Akademii Sztabu Generalnego WP
- 23.	gen. bryg. Edward Drzazga – komendant Wyższej Szkoły Oficerskiej Służb Kwatermistrzowskich w Poznaniu
- 24.	gen. bryg. dr hab. Lesław Dudek – sekretarz Rady Wyższego Szkolnictwa Wojskowego MON
- 25.	kontradmirał Ludwik Dutkowski – zastępca dowódcy Marynarki Wojennej ds. politycznych
- 26.	gen. bryg. Jerzy Dymkowski – attaché wojskowy, morski i lotniczy Ambasady PRL w Moskwie
- 27.	gen. bryg. Edward Dysko – attaché wojskowy i lotniczy Ambasady PRL w Budapeszcie
- 28.	gen. bryg. Tadeusz Dziekan – zastępca dowódcy Pomorskiego Okręgu Wojskowego ds. politycznych
- 29.	gen. bryg. dr Rudolf Dzipanow – szef Zespołu Naukowego Sztabu Generalnego WP
- 30.	gen. bryg. Tadeusz Gembicki – dowódca 3 Korpusu Obrony Powietrznej Kraju (Wrocław)
- 31.	kontradmirał Witold Gliński – komendant Wyższej Szkoły Marynarki Wojennej im. Bohaterów Westerplatte w Gdyni
- 32.	gen. bryg. Apoloniusz Golik – szef sztabu – zastępca dowódcy Pomorskiego Okręgu Wojskowego
- 33.	gen. bryg. Marcin Górski – szef Departamentu Finansów MON
- 34.	gen. bryg. Aleksander Grabowski – komendant Wojskowej Akademii Technicznej im. J. Dąbrowskiego w Warszawie
- 35.	gen. dyw. Mieczysław Grudzień – urlopowany z WP: minister do spraw Kombatantów
- 36.	gen. bryg. pil. dr Władysław Hermaszewski – dowódca 2 Korpusu Obrony Powietrznej Kraju (Bydgoszcz)
- 37.	gen. bryg. Kryspian Hille – szef Wojsk Rakietowych i Artylerii Wojsk Obrony Powietrznej Kraju
- 38.	gen. dyw. Tadeusz Hupałowski – I zastępca szefa Sztabu Generalnego WP
- 39.	gen. dyw. Zygmunt Huszcza – urlopowany z WP: podsekretarz stanu w Ministerstwie Oświaty i Wychowania
- 40.	gen. bryg. Arnold Iwaszkiewicz – dyrektor Departamentu Wojskowego w Ministerstwie Przemysłu Maszynowego
- 41.	gen. dyw. Wacław Jagas – zastępca komendanta Akademii Sztabu Generalnego WP ds. liniowych
- 42.	gen. bryg. pil. Władysław Jagiełło – urlopowany z WP: prezes Zarządu Głównego Aeroklubu PRL
- 43.	wiceadmirał Ludwik Janczyszyn – dowódca Marynarki Wojennej
- 44.	gen. bryg. Aleksander Jankowski – zastępca komendanta Wojskowej Akademii Politycznej ds. liniowych
- 45.	gen. armii Wojciech Jaruzelski – minister obrony narodowej PRL
- 46.	gen. dyw. dr Antoni Jasiński – zastępca szefa Sztabu Generalnego WP ds. organizacyjno – mobilizacyjnych
- 47.	gen. bryg. Józef Jaworski – szef Wojewódzkiego Sztabu Wojskowego w Zielonej Górze
- 48.	gen. bryg. Stefan Jaworski – zastępca szefa Komitetu Technicznego Zjednoczonych Sił Zbrojnych Państw – Stron Układu Warszawskiego w Moskwie
- 49.	gen. bryg. Zbigniew Jurewicz – zastępca komendanta Akademii Sztabu Generalnego WP ds. naukowych
- 50.	gen. bryg. Mieczysław Kaczyński – kierownik Zakładu Technicznego Zabezpieczenia Działań Wojsk WAT
- 51.	gen. dyw. prof. dr hab. Sylwester Kaliski – urlopowany z WP: minister nauki, szkolnictwa wyższego i techniki
- 52.	gen. bryg. Sergiusz Kaługin – szef Techniki Lotniczej – zastępca Głównego Inspektora Techniki WP
- 53.	gen. bryg. pil. Franciszek Kamiński – szef Wojewódzkiego Sztabu Wojskowego w Opolu
- 54.	gen. broni Józef Kamiński – zastępca szefa sztabu Zjednoczonych Sił Zbrojnych Państw – Stron Układu Warszawskiego w Moskwie
- 55.	gen. bryg. Zbigniew Kamiński – kwatermistrz – zastępca dowódcy Śląskiego Okręgu Wojskowego
- 56.	gen. bryg. Czesław Kiszczak – szef Zarządu II Sztabu Generalnego WP
- 57.	gen. bryg. Marian Knast – szef zamówień i dostaw techniki wojskowej – zastępca Głównego Inspektora Techniki WP
- 58.	gen. bryg. Henryk Koczara – zastępca szefa Głównego Zarządu Politycznego WP – szef Zarządu I Organizacyjnego
- 59.	gen. bryg. Józef Kolasa – zastępca dowódcy Pomorskiego Okręgu Wojskowego ds. Obrony Terytorialnej
- 60.	gen. bryg. Leon Kołatkowski – szef Wojsk Łączności MON
- 61.	gen. bryg. Izydor Koper – zastępca dowódcy Wojsk Ochrony Pogranicza ds. politycznych
- 62.	gen. bryg. Marian Koper – szef Zespołu Ogólnowojskowego Inspekcji Sił Zbrojnych
- 63.	gen. bryg. Włodzimierz Kopijkowski – zastępca inspektora ds. nadzoru zaplecza technicznego i gospodarczego WP
- 64.	gen. bryg. Julian Kowalewicz – szef Zespołu Służb Kwatermistrzowskich Inspekcji Sił Zbrojnych
- 65.	gen. bryg. pil. dr Józef Kowalski – komendant Wyższej Oficerskiej Szkoły Lotniczej w Dęblinie
- 66.	gen. bryg. Wiktor Kozak – dyspozycja MON (ostatnio szef Polskiej Misji Wojskowej w Komisji Nadzorczej Państw Neutralnych w Korei)
- 67.	gen. bryg. Leszek Kozłowski – dowódca 7 Łużyckiej Dywizji Desantowej w Gdańsku
- 68.	gen. bryg. pil. Tadeusz Krepski – inspektor MON ds. bezpieczeństwa lotów
- 69.	gen. bryg. Stanisław Kruczek – dowódca Wojsk Obrony Wewnętrznej
- 70.	gen. bryg. dr Czesław Krzyszowski – szef Wojsk Chemicznych MON
- 71.	gen. dyw. Franciszek Księżarczyk – prezes ZG Związku Inwalidów Wojennych, starszy doradca szefa GZP WP ds. organizacji polityczno-społecznych i paramilitarnych Zespołu Oficerów do Zleceń Specjalnych
- 72.	gen. bryg. Ryszard Kubiczek – zastępca szefa Wojsk Rakietowych i Artylerii WP
- 73.	gen. dyw. Teodor Kufel – szef Wojskowej Służby Wewnętrznej MON
- 74.	gen. dyw. Bronisław Kuriata – zastępca pełnomocnika szefa Sztabu Generalnego WP ds. specjalnych
- 75.	gen. bryg. Zdzisław Kwiatkowski – szef Wojewódzkiego Sztabu Wojskowego w Krakowie
- 76.	gen. bryg. Kazimierz Leśniak – dowódca 12 Dywizji Zmechanizowanej w Szczecinie
- 77.	gen. dyw. Aleksander Ligaj – zastępca Głównego Inspektora Szkolenia WP
- 78.	gen. bryg. Kazimierz Lipiński – prezes Izby Wojskowej Sądu Najwyższego
- 79.	gen. bryg. pil. Jerzy Łagoda – zastępca szefa Inspekcji Sił Zbrojnych ds. lotnictwa i OPK
- 80.	gen. bryg. dr Edward Łańcucki – szef Zarządu Szkolenia Bojowego – zastępca szefa Inspektoratu Szkolenia WP
- 81.	kontradmirał prof. dr hab. Wiesław Łasiński – kierownik Instytutu Biologiczno-Morfologicznego Wydziału Lekarskiego Wojskowej Akademii Medycznej w Łodzi
- 82.	gen. bryg. Longin Łozowicki – szef sztabu – zastępca dowódcy Wojsk Obrony Powietrznej Kraju
- 83.	gen. bryg. Kazimierz Makarewicz – zastępca dowódcy Warszawskiego Okręgu Wojskowego ds. liniowych
- 84.	gen. bryg. Mikołaj Matwijewicz – dyrektor Departamentu Wojskowego w Ministerstwie Leśnictwa i Przemysłu Drzewnego
- 85.	gen. dyw. pil. Henryk Michałowski – dowódca Wojsk Lotniczych
- 86.	gen. bryg. dr Norbert Michta – zastępca szefa Głównego Zarządu Politycznego ds. szkolnictwa wojskowego
- 87.	gen. dyw. dr hab. Jerzy Modrzewski – szef badań i rozwoju techniki wojskowej – zastępca Głównego Inspektora Techniki WP
- 88.	gen. broni Eugeniusz Molczyk – wiceminister obrony narodowej, Główny Inspektor Szkolenia WP
- 89.	gen. bryg. Stanisław Mroczka – szef Zarządu X Mobilizacji i Uzupełnień Sztabu Generalnego WP
- 90.	gen. dyw. dr hab. Władysław Mróz – szef Inspekcji Sił Zbrojnych
- 91.	gen. dyw. Zbigniew Nowak – Główny Inspektor Techniki WP
- 92.	gen. dyw. Mieczysław Obiedziński – Główny Kwatermistrz WP
- 93.	gen. bryg. dr Tadeusz Obara – szef Służby Zdrowia MON – zastępca Głównego Kwatermistrza WP
- 94.	gen. bryg. Tadeusz Obroniecki – szef Wojsk Obrony Przeciwlotniczej MON
- 95.	gen. dyw. Zbigniew Ohanowicz – zastępca dowódcy Śląskiego Okręgu Wojskowego ds. liniowych
- 96.	gen. dyw. Włodzimierz Oliwa – dowódca Warszawskiego Okręgu Wojskowego
- 97.	kontradmirał Aleksy Parol – zastępca szefa Służb Technicznych i Zaopatrzenia ds. technicznych w Dowództwie Marynarki Wojennej
- 98.	gen. dyw. pil. Roman Paszkowski – dowódca Wojsk Obrony Powietrznej Kraju
- 99.	gen. bryg. pil. Julian Paździor – komendant Wyższej Oficerskiej Szkoły Radiotechnicznej Wojsk Obrony Powietrznej Kraju im. Sylwestra Bartosika w Jeleniej Górze
- 100.	gen. bryg. Józef Petruk – zastępca dowódcy Śląskiego Okręgu Wojskowego ds. Obrony Terytorialnej
- 101.	kontradmirał Henryk Pietraszkiewicz – szef sztabu – zastępca dowódcy Marynarki Wojennej
- 102.	gen. bryg. dr Tadeusz Pietrzak – urlopowany z WP: podsekretarz stanu w MSW
- 103.	gen. bryg. Jan Piróg – szef Wojewódzkiego Sztabu Wojskowego w Lublinie
- 104.	gen. bryg. dr Czesław Piotrowski – szef Wojsk Inżynieryjnych MON
- 105.	gen. dyw. Władysław Polański – komendant Wojskowej Akademii Politycznej im. Feliksa Dzierżyńskiego w Warszawie
- 106.	gen. bryg. Andrzej Porajski – szef Wojewódzkiego Sztabu Wojskowego w Poznaniu
- 107.	gen. bryg. Piotr Przyłucki – zastępca dowódcy Pomorskiego Okręgu Wojskowego ds. liniowych
- 108.	gen. bryg. Jan Puławski – dyrektor Departamentu Wojskowego w Ministerstwie Rolnictwa
- 109.	gen. dyw. pil. Jan Raczkowski – urlopowany z WP: podsekretarz stanu w Ministerstwie Komunikacji
- 110.	gen. dyw. Henryk Rapacewicz – dowódca Śląskiego Okręgu Wojskowego
- 111.	gen. bryg. Leopold Raznowiecki – szef Służby Komunikacji Wojskowej – zastępca Głównego Kwatermistrza WP
- 112.	gen. bryg. Stanisław Rogowski – szef Zarządu Planowania Materiałowego Sztabu Generalnego WP
- 113.	kontradmirał Zygmunt Rudomino – szef Służb Technicznych i Zaopatrzenia – zastępca dowódcy Marynarki Wojennej ds. techniki i zaopatrzenia
- 114.	gen. bryg. dr Marian Ryba – zastępca pełnomocnika szefa Sztabu Generalnego WP ds. specjalnych
- 115.	gen. bryg. pil. Andrzej Rybacki – zastępca dowódcy Wojsk Obrony Powietrznej Kraju ds. liniowych
- 116.	gen. bryg. Henryk Rzepkowski – zastępca dowódcy Marynarki Wojennej ds. obrony wybrzeża
- 117.	gen. bryg. Jerzy Sateja – szef Wojewódzkiego Sztabu Wojskowego w Katowicach
- 118.	gen. broni Włodzimierz Sawczuk – wiceminister obrony narodowej, szef Głównego Zarządu Politycznego WP
- 119.	gen. bryg. Włodzimierz Seweryński – szef Służby Uzbrojenia i Elektroniki MON
- 120.	gen. bryg. Janusz Sieczkowski – zastępca szefa Inspekcji Sił Zbrojnych
- 121.	gen. bryg. Jan Siuchniński – dowódca Nadwiślańskich Jednostek Wojskowych MSW
- 122.	gen. broni Florian Siwicki – wiceminister obrony narodowej, szef Sztabu Generalnego WP
- 123.	gen. dyw. Jerzy Skalski – zastępca szefa Sztabu Generalnego WP ds. operacyjnych
- 124.	gen. bryg. Jarosław Słupski – szef Służby Zakwaterowania i Budownictwa MON – zastępca Głównego Kwatermistrza WP
- 125.	gen. bryg. pil. Józef Sobieraj – szef sztabu – zastępca dowódcy Wojsk Lotniczych
- 126.	gen. bryg. Ludwik Sobieraj – dyspozycja MON (ostatnio zastępca dowódcy Wojsk Lotniczych ds. politycznych)
- 127.	gen. bryg. Jan Socha – zastępca dowódcy Warszawskiego Okręgu Wojskowego ds. politycznych
- 128.	gen. bryg. Edmund Soja – dowódca 1 Korpusu Obrony Powietrznej Kraju (Warszawa)
- 129.	gen. bryg. Jan Sośnicki – zastępca Głównego Kwatermistrza WP
- 130.	gen. bryg. Tadeusz Sroczyński – dyspozycja MON (ostatnio szef Inspektoratu Obrony Cywilnej – zastępca Głównego Inspektora Obrony Terytorialnej)
- 131.	gen. bryg. Tadeusz Stawowiak – zastępca szefa sztabu Pomorskiego Okręgu Wojskowego ds. organizacyjno-mobilizacyjnych
- 132.	gen. dyw. Józef Stebelski – pełnomocnik rządu PRL ds. pobytu wojsk radzieckich w Polsce – przewodniczący delegacji polskiej w Polsko-Radzieckiej Komisji Mieszanej
- 133.	gen. bryg. Kazimierz Stec – szef Wojewódzkiego Sztabu Wojskowego we Wrocławiu
- 134.	gen. bryg. Czesław Stopiński – dowódca Wojsk Ochrony Pogranicza
- 135.	gen. bryg. Feliks Stramik – szef sztabu – zastępca dowódcy Wojsk Ochrony Pogranicza
- 136.	gen. dyw. Michał Stryga – szef sztabu Głównego Kwatermistrzostwa – zastępca Głównego Kwatermistrza WP
- 137.	gen. bryg. Sebastian Strzałkowski – szef Służb Technicznych – zastępca dowódcy Pomorskiego Okręgu Wojskowego
- 138.	wiceadmirał Zdzisław Studziński – dyspozycja MON (ostatnio zastępca szefa sztabu Zjednoczonych Sił Zbrojnych Państw – Stron Układu Warszawskiego w Moskwie)
- 139.	gen. bryg. dr Tadeusz Szaciłło – zastępca szefa Głównego Zarządu Politycznego WP – szef Zarządu II Propagandy i Agitacji
- 140.	gen. bryg. Bolesław Szczerba – urlopowany z WP: dyrektor Zespołu Obrony Narodowej i Spraw Wewnętrznych Najwyższej Izby Kontroli
- 141.	kontradmirał Władysław Szczerkowski – dyrektor Departamentu Wojskowego w Ministerstwie Handlu Zagranicznego i Gospodarki Morskiej
- 142.	gen. dyw. Ignacy Szczęsnowicz – szef Wojsk Rakietowych i Artylerii WP
- 143.	gen. bryg. Wacław Szklarski – szef Zarządu I Operacyjnego Sztabu Generalnego WP
- 144.	gen. bryg. Edward Szpitel – attaché wojskowy, morski i lotniczy Ambasady PRL w Pradze)
- 145.	gen. bryg. Zbigniew Szydłowski – prezes Zarządu Głównego Ligi Obrony Kraju
- 146.	gen. bryg. Stefan Szymański – zastępca inspektora ds. nadzoru zaplecza technicznego i gospodarczego WP
- 147.	gen. bryg. Władysław Szymłowski – szef Służby Czołgowo-Samochodowej MON
- 148.	gen. bryg. Leon Szyszko – szef sztabu – zastępca dowódcy Warszawskiego Okręgu Wojskowego
- 149.	gen. dyw. dr Jan Śliwiński – pełnomocnik szefa Sztabu Generalnego WP ds. specjalnych
- 150.	gen. bryg. dr Jan Światowiec – dyspozycja MON (ostatnio szef Zarządu I Operacyjnego Sztabu Generalnego WP)
- 151.	gen. broni Tadeusz Tuczapski – wiceminister obrony narodowej, Główny Inspektor Obrony Terytorialnej, szef Obrony Cywilnej Kraju, sekretarz Komitetu Obrony Kraju
- 152.	gen. broni Józef Urbanowicz – wiceminister obrony narodowej – zastępca ministra do spraw ogólnych
- 153.	gen. bryg. Tadeusz Urbańczyk – dowódca 8 Dywizji Zmechanizowanej w Koszalinie
- 154.	gen. bryg. Mieczysław Urbański – komendant Centrum Doskonalenia Oficerów im. gen. Stanisława Popławskiego w Rembertowie
- 155.	gen. bryg. Józef Użycki – dowódca 11 Dywizji Pancernej w Żaganiu
- 156.	gen. dyw. Czesław Waryszak – inspektor ds. nadzoru zaplecza technicznego i gospodarczego WP
- 157.	gen. bryg. Marian Wasilewski – szef Katedry Taktyki Ogólnej – zastępca komendanta Wydziału Wojsk Lądowych Akademii Sztabu Generalnego WP
- 158.	gen. bryg. Witold Wereszczyński – komendant Wyższej Szkoły Oficerskiej Wojsk Pancernych im. Stefana Czarnieckiego w Poznaniu
- 159.	gen. bryg. Wiesław Wojciechowski – zastępca dowódcy Wojsk Obrony Powietrznej Kraju ds. techniki i zaopatrzenia
- 160.	gen. bryg. Stanisław Wytyczak – Inspektor Szkolnictwa – zastępca Głównego Inspektora Szkolenia WP
- 161.	gen. dyw. Zbigniew Zieleniewski – I zastępca Głównego Inspektora Obrony Terytorialnej – szef Inspektoratu Obrony Terytorialnej i Wojsk Obrony Wewnętrznej
- 162.	gen. bryg. Jan Zieliński – szef Wojskowych Przedsiębiorstw Remontowo – Produkcyjnych Głównego Inspektoratu Techniki WP
- 163.	gen. bryg. Marian Zieliński – zastępca dowódcy Śląskiego Okręgu Wojskowego ds. politycznych
- 164.	gen. bryg. Stefan Zieliński – komendant Wyższej Szkoły Oficerskiej Wojsk Zmechanizowanych im. Tadeusza Kościuszki we Wrocławiu
- 165.	gen. dyw. dr Zygmunt Zieliński – szef Departamentu Kadr MON
- 166.	gen. bryg. pil. Zdzisław Żarski –komendant Oddziału WOPK i Lotniczego Akademii Sztabu Generalnego WP
- 167.	gen. bryg. Albin Żyto – zastępca szefa Głównego Zarządu Politycznego WP – szef Zarządu III Kultury i Oświaty

### Generalicja ludowego Wojska Polskiego według stanu na dzień 31 grudnia 1985 roku
Wykaz imienny generałów i admirałów ludowego Wojska Polskiego pozostających w czynnej służbie w dniu 31 grudnia 1985 roku:
- 1.	gen. bryg. Henryk Andracki (lat 52) – szef Wojsk Łączności MON
- 2.	gen. dyw. Stanisław Antos (lat 63)– zastępca szefa sztabu Zjednoczonych Sił Zbrojnych Państw – Uczestników Układu Warszawskiego w Moskwie
- 3.	gen. bryg. Henryk Antoszkiewicz (lat 61) – zastępca komendanta Wojskowej Akademii Technicznej ds. liniowych
- 4.	gen. broni. dr Wojciech Barański (lat 59) – szef Głównego Zarządu Szkolenia Bojowego WP
- 5.	gen. bryg. Zdzisław Barszczewski (lat 54) – urlopowany z WP: komendant główny Ochotniczych Hufców Pracy
- 6.	gen. broni dr Józef Baryła (lat 61) – szef GZP WP, wiceminister obrony narodowej
- 7.	gen. bryg. dr Tadeusz Bełczewski (lat 62) – zastępca komendanta Akademii Sztabu Generalnego WP ds. szkolenia
- 8.	gen. bryg. pil. Adam Bidziński (lat 58) – komendant Wyższej Oficerskiej Szkoły Lotniczej w Dęblinie
- 9.	gen. bryg. prof. Mieczysław Bień (lat 61) – inspektor ds. naukowo-badawczych – zastępca szefa Zespołu Naukowego Sztabu Generalnego WP
- 10.	gen. dyw. Zbigniew Blechman (lat 56) – dowódca Pomorskiego Okręgu Wojskowego
- 11.	gen. bryg. Jan Bobrowicz (lat 57) – szef badań i rozwoju techniki wojskowej – zastępca Głównego Inspektora Techniki WP
- 12.	gen. bryg. Kazimierz Bogdanowicz (lat 57)– zastępca dowódcy Warszawskiego Okręgu Wojskowego ds. liniowych
- 13.	gen. bryg. Edmund Bołociuch (lat 47) – dyspozycja MON (ostatnio szef sztabu – zastępca dowódcy Śląskiego Okręgu Wojskowego)
- 14.	gen. bryg. Bolesław Bonczar (lat 62) – dowódca 4 Górnośląskiej Brygady WOP
- 15.	gen. bryg. pil. Marian Bondzior (lat 60) – zastępca dowódcy Wojsk Obrony Powietrznej Kraju ds. liniowych
- 16.	gen. bryg. dr Jerzy Bończak (lat 57) – urlopowany z WP: podsekretarz stanu w Ministerstwie Zdrowia i Opieki Społecznej, Główny Inspektor Sanitarny Kraju, prezes ZG Polskiego Czerwonego Krzyża
- 17.	kontradmirał Kazimierz Bossy (lat 54) – zastępca dowódcy Marynarki Wojennej do spraw liniowych
- 18.	gen. bryg. Stanisław Brodziński (lat 55) – zastępca dowódcy Wojsk Ochrony Pogranicza ds. politycznych
- 19.	gen. bryg. dr Mieczysław Bronowiecki (lat 61) – dyspozycja MON (ostatnio zastępca przewodniczącego Komitetu Przemysłu Obronnego Rady Ministrów PRL)
- 20.	gen. bryg. Zenon Bryk (lat 45) – zastępca dowódcy Śląskiego Okręgu Wojskowego ds. liniowych
- 21.	gen. bryg. Jan Celek (lat 53) – zastępca dowódcy Wojsk Lotniczych ds. politycznych
- 22.	gen. bryg. Kazimierz Chudy (lat 57) – komendant Wyższej Szkoły Oficerskiej Wojsk Rakietowych i Artylerii w Toruniu
- 23.	gen. dyw. Józef Cwetsch (lat 62) – szef Inspektoratu Obrony Cywilnej Kraju – zastępca szefa Obrony Cywilnej Kraju
- 24.	gen. bryg. dr Mieczysław Cygan (lat 64) – urlopowany z WP: wojewoda gdański
- 25.	gen. dyw. Jan Czapla (lat 60) – urlopowany z WP: podsekretarz stanu w Ministerstwie Oświaty i Wychowania
- 26.	gen. bryg. pil. Apoloniusz Czernów (lat 56) – dyspozycja MON (ostatnio dowódca 3 Korpusu Obrony Powietrznej Kraju (Wrocław))
- 27.	gen. bryg. Zbigniew Czerwiński (lat 63) – szef Katedry OTK Akademii Sztabu Generalnego WP
- 28.	gen. dyw. dr hab. Lucjan Czubiński (lat 55) – urlopowany z WP: podsekretarz stanu w Ministerstwie Spraw Wewnętrznych, urzędujący zastępca przewodniczącego Komitetu Rady Ministrów do spraw Przestrzegania Prawa, Porządku Publicznego i Dyscypliny Społecznej
- 29.	gen. dyw. Mieczysław Dachowski (lat 54) – I zastępca szefa Sztabu Generalnego WP
- 30.	gen. dyw. dr Mieczysław Dębicki (lat 59) – prezydent m. st. Warszawy
- 31.	gen. bryg. prof. Czesław Dęga (lat 62) – urlopowany z WP: ambasador PRL w Republice Kuby
- 32.	gen. bryg. Edward Drzazga (lat 61) – podsekretarz stanu w Urzędzie Rady Ministrów – Główny Inspektor Kontroli w URM (stanowisko objął 30 stycznia 1986 r.)
- 33.	gen. bryg. prof. dr hab. Lesław Dudek (lat 64) – sekretarz Rady Wyższego Szkolnictwa Wojskowego MON
- 34.	wiceadmirał Ludwik Dutkowski (lat 58) – zastępca dowódcy Marynarki Wojennej ds. politycznych
- 35.	gen. bryg. Edward Dysko (lat 59) – szef Wojewódzkiego Sztabu Wojskowego w Warszawie
- 36.	gen. bryg. dr Rudolf Dzipanow (lat 64) – szef Delegatury MON przy Prezydium PAN
- 37.	gen. dyw. Stanisław Fryń (lat 58) – szef sztabu Głównego Kwatermistrzostwa – zastępca Głównego Kwatermistrza WP
- 38.	gen. bryg. Tadeusz Gembicki (lat 57) – główny specjalista Kierownictwa Sztabu Generalnego WP
- 39.	gen. bryg. Zdzisław Głuszczyk (lat 51) – komendant Wyższej Szkoły Oficerskiej Wojsk Pancernych w Poznaniu
- 40.	gen. bryg. Apoloniusz Golik (lat 57) – szef Inspekcji Sił Zbrojnych
- 41.	gen. bryg. Zdzisław Graczyk (lat 51) – zastępca Głównego Kwatermistrza WP
- 42.	gen. dyw. Mieczysław Grudzień (lat 63) – urlopowany z WP: prezes Urzędu do spraw Kombatantów
- 43.	gen. bryg. Janusz Gumuliński (lat 58) – zastępca komendanta Wydziału Wojsk Lądowych Akademii Sztabu Generalnego WP
- 44.	gen. bryg. pil. dr Władysław Hermaszewski (lat 57) – urlopowany z WP: prezes Aeroklubu PRL
- 45.	gen. bryg. Kryspian Hille (lat 62) – minister pełnomocny – szef Polskiej Misji Wojskowej w Komisji Nadzorczej Państw Neutralnych w Korei
- 46.	gen. bryg. Władysław Honkisz (lat 57) – urlopowany z WP: kierownik Wydziału Kadr KC PZPR
- 47.	gen. dyw. Tadeusz Hupałowski (lat 63) – urlopowany z WP: prezes Najwyższej Izby Kontroli
- 48.	gen. dyw. Zygmunt Huszcza (lat 68) – prezes Zarządu Głównego Ligi Obrony Kraju
- 49.	gen. dyw. Wacław Jagas (lat 63) – zastępca Głównego Inspektora Obrony Terytorialnej ds. szkolenia poza wojskiem
- 50.	admirał Ludwik Janczyszyn (lat 62) – dowódca Marynarki Wojennej
- 51.	gen. dyw. dr Michał Janiszewski (lat 59) – minister – szef Urzędu Rady Ministrów
- 52.	gen. bryg. Jerzy Jarosz (lat 54) – zastępca dowódcy Warszawskiego Okręgu Wojskowego ds. Obrony Terytorialnej
- 53.	gen. armii Wojciech Jaruzelski (lat 62) – I sekretarz KC PZPR, przewodniczący Rady Państwa PRL, przewodniczący Komitetu Obrony Kraju – Zwierzchnik Sił Zbrojnych PRL, Naczelny Dowódca Sił Zbrojnych PRL na okres wojny
- 54.	gen. broni. dr Antoni Jasiński (lat 58) – wiceminister obrony narodowej – zastępca ministra do spraw ogólnych
- 55.	gen. bryg. dr Tadeusz Jemioło (lat 45) – dowódca 1 Korpusu Obrony Powietrznej Kraju (Warszawa)
- 56.	gen. bryg. Władysław Jura (lat 59) – attaché wojskowy i lotniczy Ambasady PRL w Budapeszcie
- 57.	gen. bryg. dr Mieczysław Kaczyński (lat 64) – komendant Instytutu Systemów Zabezpieczenia Technicznego Wojsk WAT
- 58.	gen. broni dr Józef Kamiński (lat 66) – urlopowany z WP: prezes Zarządu Głównego ZBoWiD
- 59.	gen. bryg. Zbigniew Kamiński (lat 63) – szef Katedry Taktyki Tyłów Akademii Sztabu Generalnego WP
- 60.	gen. broni Czesław Kiszczak (lat 60) – minister spraw wewnętrznych PRL
- 61.	gen. dyw. Marian Knast (lat 62) – szef Głównej Kontroli Wojskowej
- 62.	gen. dyw. Henryk Koczara (lat 64) – attaché wojskowy, morski i lotniczy Ambasady PRL w Moskwie
- 63.	gen. bryg. Tadeusz Kojder (lat 52) – zastępca szefa Głównego Zarządu Politycznego WP ds. organizacyjnych
- 64.	gen. bryg. Leon Kołatkowski (lat 61) – dyspozycja MON (ostatnio podsekretarz stanu w Ministerstwie Łączności)
- 65.	gen. bryg. Stanisław Kołcz (lat 55) – szef Zespołu Szkolenia Operacyjnego Sztabu Generalnego WP
- 66.	wiceadmirał Piotr Kołodziejczyk (lat 46) – szef sztabu – zastępca dowódcy Marynarki Wojennej
- 67.	gen. bryg. Henryk Kondas (lat 58) – zastępca dowódcy Pomorskiego Okręgu Wojskowego ds. politycznych
- 68.	gen. bryg. Marian Koper (lat 62) – dyspozycja MON (ostatnio szef Polskiej Misji Wojskowej w Komisji Nadzorczej Państw Neutralnych w Korei)
- 69.	gen. bryg. pil. dr Józef Kowalski (lat 60) – urlopowany z WP: prezes Polskich Linii Lotniczych LOT
- 70.	gen. dyw. pil. Tytus Krawczyc (lat 55) – dowódca Wojsk Lotniczych
- 71.	gen. bryg. Romuald Królak (lat 53) – szef Oddziału IX Sztabu Warszawskiego Okręgu Wojskowego
- 72.	gen. bryg. Stanisław Kruczek (lat 61) – zastępca dowódcy Warszawskiego Okręgu Wojskowego ds. Wojsk Obrony Wewnętrznej
- 73.	gen. dyw. doc. dr Czesław Krzyszowski (lat 63) – szef Wojsk Chemicznych MON
- 74.	gen. bryg. Ryszard Kubiczek (lat 61) – komendant Wydziału Wojsk Lądowych Akademii Sztabu Generalnego WP
- 75.	gen. dyw. Jan Kuriata (lat 54) – dowódca Śląskiego Okręgu Wojskowego
- 76.	gen. dyw. Tadeusz Kuśmierski (lat 55) – szef sztabu Służb Technicznych – zastępca Głównego Inspektora Techniki WP
- 77.	gen. bryg. Włodzimierz Kwaczeniuk (lat 52) – dowódca Wojsk Rakietowych i Artylerii MON
- 78.	gen. bryg. Kazimierz Leśniak (lat 60) – komendant Centrum Doskonalenia Oficerów im. gen. Stanisława Popławskiego w Rembertowie
- 79.	gen. bryg. Kazimierz Lipiński (lat 61) – prezes Izby Wojskowej Sądu Najwyższego
- 80.	gen. bryg. Jan Łazarczyk (lat 56) – szef Wojewódzkiego Sztabu Wojskowego w Katowicach
- 81.	gen. dyw. Longin Łozowicki (lat 59) – dowódca Wojsk Obrony Powietrznej Kraju
- 82.	gen. bryg. Edward Łukasik (lat 59) – urlopowany z WP: I sekretarz Komitetu Wojewódzkiego PZPR w Poznaniu
- 83.	gen. bryg. Kazimierz Makarewicz (lat 61) – I zastępca szefa Głównego Zarządu Szkolenia Bojowego WP
- 84.	gen. bryg. Bolesław Matusz (lat 53) – szef sztabu – zastępca dowódcy Warszawskiego Okręgu Wojskowego
- 85.	gen. bryg. Zbigniew Maziej (lat 55) – zastępca dowódcy Pomorskiego Okręgu Wojskowego ds. liniowych
- 86.	gen. bryg. Ryszard Michalik (lat 55) – szef sztabu – zastępca dowódcy Wojsk Obrony Powietrznej Kraju
- 87.	gen. dyw. pil. Henryk Michałowski (lat 58) – dyspozycja MON (ostatnio attaché wojskowy, morski i lotniczy Ambasady PRL w Pradze)
- 88.	gen. bryg. Ryszard Milczarek (lat 57) – attaché wojskowy, morski i lotniczy Ambasady PRL w Pradze
- 89.	gen. bryg. Roman Misztal (lat 53) – szef Zarządu II Sztabu Generalnego WP
- 90.	gen. dyw. prof. dr hab. Jerzy Modrzewski (lat 61) – urlopowany z WP: wiceminister hutnictwa i przemysłu ciężkiego
- 91.	gen. broni Eugeniusz Molczyk (lat 60) – wiceminister obrony narodowej, Główny Inspektor Szkolenia
- 92.	gen. dyw. dr hab. Władysław Mróz (lat 61) – komendant Akademii Sztabu Generalnego WP im. gen. broni Karola Świerczewskiego
- 93.	gen. bryg. Witold Niedek (lat 53) – komendant Wyższej Szkoły Oficerskiej Wojsk Obrony Przeciwlotniczej w Koszalinie
- 94.	gen. broni Zbigniew Nowak (lat 59) – wiceminister obrony narodowej, Główny Inspektor Techniki WP
- 95.	gen. broni Mieczysław Obiedziński (lat 65) – dyspozycja MON (ostatnio wiceminister obrony narodowej, Główny Kwatermistrz WP)
- 96.	gen. dyw. dr Tadeusz Obroniecki (lat 61) – dowódca Wojsk Obrony Przeciwlotniczej MON
- 97.	gen. bryg. Edward Ogrodowicz (lat 56) – szef Służby Uzbrojenia i Elektroniki Głównego Inspektoratu Techniki MON
- 98.	gen. dyw. Zbigniew Ohanowicz (lat 62) – dyspozycja MON (ostatnio attaché wojskowy i lotniczy Ambasady PRL w Budapeszcie)
- 99.	gen. dyw. Włodzimierz Oliwa (lat 61) – wiceminister obrony narodowej, Główny Kwatermistrz WP
- 100.	gen. bryg. Zdzisław Ostrowski (lat 52) – zastępca dowódcy Pomorskiego Okręgu Wojskowego ds. Obrony Terytorialnej
- 101.	kontradmirał Aleksy Parol (lat 58) – szef Techniki Morskiej – zastępca Głównego Inspektora Techniki WP
- 102.	gen. dyw. dr Marian Pasternak (lat 59) – zastępca szefa Sztabu Generalnego WP ds. systemów kierowania
- 103.	gen. dyw. pil. Roman Paszkowski (lat 71) – urlopowany z WP: przewodniczący Rady Ochrony Pomników Walki i Męczeństwa
- 104.	gen. bryg. Józef Petruk (lat 62) – zastępca dowódcy Śląskiego Okręgu Wojskowego ds. Obrony Terytorialnej
- 105.	gen. bryg. Zdzisław Pietrucha (lat 57) – zastępca dowódcy Wojsk Lotniczych ds. techniki i zaopatrzenia
- 106.	gen. bryg. pil. Henryk Pietrzak (lat 50) – dowódca 2 Korpusu Obrony Powietrznej Kraju (Bydgoszcz)
- 107.	gen. dyw. dr Czesław Piotrowski (lat 59) – urlopowany z WP: minister górnictwa i energetyki
- 108.	gen. dyw. Władysław Polański (lat 61) – komendant Wojskowej Akademii Politycznej im. Feliksa Dzierżyńskiego
- 109.	gen. bryg. pil. Michał Polech (lat 53) – zastępca dowódcy Wojsk Lotniczych ds. liniowych
- 110.	gen. dyw. Edward Poradko (lat 61) – szef Wojskowej Służby Wewnętrznej MON
- 111.	gen. bryg. Piotr Przybyszewski (lat 59) – komendant Wyższej Szkoły Oficerskiej Służb Kwatermistrzowskich im. Mariana Buczka w Poznaniu
- 112.	gen. bryg. Piotr Przyłucki (lat 62) – dyrektor Departamentu Wojskowego Ministerstwa Leśnictwa i Przemysłu Drzewnego
- 113.	gen. bryg. Franciszek Puchała (lat 43) – szef Zarządu Operacyjnego Sztabu Generalnego WP
- 114.	gen. bryg. Jan Puławski (lat 61) – pełnomocnik MON ds. pracowników cywilnych wojska – zastępca szefa Departamentu Kadr MON
- 115. gen. dyw. pil. Jan Raczkowski (lat 63) – urlopowany z WP: konsul generalny PRL w Mińsku (Białoruska Socjalistyczna Republika Radziecka)
- 116.	gen. bryg. Leopold Raznowiecki (lat 61) – pełnomocnik szefa Sztabu Generalnego WP ds. budownictwa specjalnego
- 117.	gen. bryg. Andrzej Rembalski (lat 54) – zastępca dowódcy Wojsk Obrony Powietrznej Kraju ds. techniki i zaopatrzenia
- 118.	gen. bryg. Edward Rogala (lat 48) – dowódca 10 Sudeckiej Dywizji Pancernej w Opolu
- 119.	gen. bryg. Stanisław Rogowski (lat 60) – zastępca szefa Komitetu Technicznego Zjednoczonych Sił Zbrojnych Państw – Stron Układu Warszawskiego w Moskwie
- 120.	gen. bryg. Roman Ropek (lat 62) – szef Zarządu Organizacyjnego Sztabu Generalnego WP
- 121.	gen. bryg. Zdzisław Rozbicki (lat 53) – zastępca dowódcy Śląskiego Okręgu Wojskowego ds. politycznych
- 122.	gen. bryg. Edwin Rozłubirski (lat 59) – urlopowany z WP: doradca ministra spraw wewnętrznych
- 123.	gen. bryg. Józef Rudawski (lat 52) – dowódca Sudeckiej Brygady Wojsk Ochrony Pogranicza
- 124.	gen. bryg. dr Marian Ryba (lat 66) – urlopowany z WP: podsekretarz stanu w Urzędzie Rady Ministrów – Główny Inspektor Kontroli w URM
- 125.	gen. bryg. pil. Andrzej Rybacki (lat 59) – komendant Wydziału Wojsk Lotniczych i Obrony Powietrznej Kraju Akademii Sztabu Generalnego WP
- 126.	gen. bryg. Jerzy Sateja (lat 60) – szef Wojewódzkiego Sztabu Wojskowego w Płocku
- 127.	gen. broni Włodzimierz Sawczuk (lat 60) – urlopowany z WP: ambasador PRL w Libii
- 128.	gen. bryg. Włodzimierz Seweryński (lat 54) – urlopowany z WP: dyrektor generalny w Ministerstwie Handlu Zagranicznego – dyrektor Centralnego Zarządu Inżynierii
- 129.	gen. bryg. Janusz Sieczkowski (lat 60) – zastępca komendanta Akademii Sztabu Generalnego WP ds. liniowych
- 130.	gen. bryg. dr Mieczysław Sikorski (lat 57) – szef Techniki Lotniczej – zastępca Głównego Inspektora Techniki WP
- 131.	gen. bryg. Antoni Siluk (lat 56) – szef Wojewódzkiego Sztabu Wojskowego w Pile
- 132.	gen. bryg. Jan Siuchniński (lat 62) – urlopowany z WP: radca – minister pełnomocny – charge d’affairs Ambasady PRL w Tiranie
- 133.	gen. armii Florian Siwicki (lat 60) – minister obrony narodowej PRL
- 134.	gen. dyw. Jerzy Skalski (lat 60) – dowódca Warszawskiego Okręgu Wojskowego
- 135.	gen. bryg. Antoni Skibiński (lat 57) – szef Wojsk Rakietowych i Artylerii Śląskiego Okręgu Wojskowego
- 136.	gen. bryg. Stanisław Smoleń (lat 58) – szef Służb Technicznych – zastępca dowódcy Pomorskiego Okręgu Wojskowego ds. technicznych
- 137.	gen. bryg. pil. Józef Sobieraj (lat 54) – dyrektor generalny Dyrekcji Generalnej Lotnictwa Cywilnego w Ministerstwie Komunikacji
- 138.	gen. bryg. Ludwik Sobieraj (lat 63) – zastępca komendanta Akademii Sztabu Generalnego WP ds. politycznych
- 139.	gen. bryg. Marian Sobolewski (lat 45) – dowódca 16 Dywizji Pancernej w Elblągu
- 140.	gen. bryg. Jan Socha (lat 59) – zastępca dowódcy Warszawskiego Okręgu Wojskowego ds. politycznych
- 141.	gen. bryg. Jan Sośnicki (lat 62) – główny specjalista Kierownictwa Sztabu Generalnego WP
- 142.	gen. bryg. Tadeusz Sroczyński (lat 60) – zastępca komendanta Wojskowej Akademii Politycznej ds. liniowych
- 143.	gen. bryg. Kazimierz Stec (lat 60) – szef Wojewódzkiego Sztabu Wojskowego we Wrocławiu
- 144.	gen. bryg. Zdzisław Stelmaszuk (lat 49) – szef Wojsk Inżynieryjnych MON
- 145.	gen. dyw. Feliks Stramik (lat 61) – dowódca Wojsk Ochrony Pogranicza
- 146.	gen. dyw. Michał Stryga (lat 64) – pełnomocnik rządu PRL ds. pobytu wojsk radzieckich w Polsce – przewodniczący delegacji polskiej w Polsko-Radzieckiej Komisji Mieszanej
- 147.	gen. dyw. Sebastian Strzałkowski (lat 60) – szef Służby Zakwaterowania i Budownictwa – zastępca Głównego Kwatermistrza WP
- 148.	gen. bryg. Leon Sulima (lat 59) – szef Sekretariatu Komitetu Obrony Kraju – zastępca sekretarza KOK
- 149.	gen. dyw. dr Tadeusz Szaciłło (lat 60) – I zastępca szefa Głównego Zarządu Politycznego WP
- 150.	gen. bryg. Henryk Szafrański (lat 53) – dowódca 7 Łużyckiej Dywizji Desantowej w Gdańsku
- 151.	gen. dyw. Bolesław Szczerba (lat 60) – urlopowany z WP: dyrektor generalny Najwyższej Izby Kontroli
- 152.	gen. bryg. dr Józef Szewczyk (lat 54) – urlopowany z WP: zastępca Prokuratora Generalnego PRL
- 153.	gen. dyw. Wacław Szklarski (lat 60) – zastępca szefa Sztabu Generalnego WP ds. operacyjnych
- 154.	gen. bryg. Henryk Szumski (lat 44) – szef sztabu – zastępca dowódcy Pomorskiego Okręgu Wojskowego
- 155.	gen. bryg. Piotr Szweda (lat 52) – kwatermistrz – zastępca dowódcy Pomorskiego Okręgu Wojskowego ds. kwatermistrzowskich
- 156.	gen. dyw. Władysław Szymłowski (lat 61) – szef Wojskowych Przedsiębiorstw Remontowo – Produkcyjnych – zastępca Głównego Inspektora Techniki WP
- 157.	gen. bryg. Leon Szyszko (lat 61) – główny specjalista Kierownictwa Sztabu Generalnego WP
- 158.	gen. dyw. dr Jan Śliwiński (lat 64) – pełnomocnik szefa Sztabu Generalnego WP ds. specjalnych
- 159.	gen. bryg. dr Jan Światowiec (lat 60) – I zastępca Głównego Inspektora Obrony Terytorialnej – szef Inspektoratu Obrony Terytorialnej i Wojsk Obrony Wewnętrznej
- 160.	gen. bryg. Stanisław Świtalski (lat 49) – szef Służby Czołgowo – Samochodowej MON
- 161.	gen. bryg. Edward Tarała (lat 59) – dyrektor generalny – szef Wojsk MSW
- 162.	gen. bryg. Józef Tenerowicz (lat 54) – szef Lotnictwa Wojsk Lądowych, Transportowego i Łącznikowego w Dowództwie Wojsk Lotniczych
- 163.	gen. bryg. prof. dr hab. Władysław Tkaczewski (lat 60) – komendant Wojskowej Akademii Medycznej w Łodzi
- 164.	gen. broni Tadeusz Tuczapski (lat 63) – wiceminister obrony narodowej, Główny Inspektor Obrony Terytorialnej, szef Obrony Cywilnej Kraju, sekretarz Komitetu Obrony Kraju
- 165.	gen. broni Józef Urbanowicz (lat 69) – urlopowany z WP: ambasador PRL w Mongolii
- 166.	gen. bryg. dr Tadeusz Urbańczyk (lat 56) – zastępca komendanta Akademii Sztabu Generalnego WP ds. naukowych
- 167.	gen. bryg. Mieczysław Urbański (lat 62) – szef Zarządu Planowania i Zaopatrywania w Materiały Szkoleniowe w Głównym Zarządzie Szkolenia Bojowego WP
- 168.	gen. broni. Józef Użycki (lat 53) – wiceminister obrony narodowej, szef Sztabu Generalnego WP
- 169.	kontradmirał Romuald Waga (lat 49) – zastępca dowódcy Marynarki Wojennej –szef Służb Technicznych i Zaopatrzenia
- 170. gen. bryg. Witold Wereszczyński (lat 59) – dyspozycja MON (ostatnio szef Wojewódzkiego Sztabu Wojskowego w Poznaniu)
- 171.	gen. bryg. Ryszard Wilczyński (lat 55) – szef Zarządu Szkolenia Bojowego – zastępca szefa Głównego Zarządu Szkolenia Bojowego WP
- 172.	gen. bryg. prof. dr hab. Edward Włodarczyk (lat 50) – komendant Wojskowej Akademii Technicznej im. J. Dąbrowskiego
- 173.	gen. bryg. Mieczysław Włodarski (lat 55) – zastępca dowódcy Wojsk Obrony Powietrznej Kraju ds. politycznych
- 174.	gen. dyw. Wiesław Wojciechowski (lat 61) – urlopowany z WP: radca handlowy w Biurze Radcy Handlowego przy Ambasadzie PRL w Moskwie
- 175.	gen. bryg. Jan Wojtala (lat 51) – zastępca szefa Sztabu Generalnego WP ds. organizacyjno-mobilizacyjnych
- 176.	gen. bryg. prof. dr hab. Lesław Wojtasik (lat 52) – zastępca szefa Głównego Zarządu Politycznego WP – Szef Zarządu Propagandy i Agitacji
- 177.	gen. bryg. Marian Wróblewski (lat 52) – kwatermistrz – zastępca dowódcy Warszawskiego Okręgu Wojskowego ds. kwatermistrzowskich
- 178.	gen. bryg. Stanisław Wytyczak (lat 60)– szef Zarządu X Mobilizacji i Uzupełnień Sztabu Generalnego WP
- 179.	gen. bryg. Marian Zdrzałka (lat 54) – komendant Wyższej Szkoły Oficerskiej Wojsk Zmechanizowanych im. Tadeusza Kościuszki we Wrocławiu
- 180.	gen. dyw. Zbigniew Zieleniewski (lat 61) – szef Polskiej Misji Wojskowej w Berlinie Zachodnim
- 181.	gen. dyw. Jan Zieliński (lat 60) – urlopowany z WP: dyrektor generalny Komisji Planowania przy Radzie Ministrów
- 182.	gen. dyw. dr Zygmunt Zieliński (lat 60) – szef Departamentu Kadr MON
- 183.	gen. bryg. pil. Jerzy Zych (lat 53) – szef sztabu – zastępca dowódcy Wojsk Lotniczych
- 184.	gen. bryg. Stanisław Żak (lat 55) – szef Zarządu Szkolnictwa Wojskowego – zastępca szefa Głównego Zarządu Szkolenia Bojowego WP
- 185.	gen. bryg. pil. prof. Zdzisław Żarski (lat 59) – szef Zarządu XII Naukowo-Wydawniczego Sztabu Generalnego WP
- 186.	gen. bryg. Albin Żyto (lat 61) – zastępca szefa Głównego Zarządu Politycznego WP – szef Zarządu Kultury i Oświaty

## Generałowie i admirałowie III Rzeczypospolitej
- Janusz Adamczak (ur. 1964)
- Janusz Adamczyk (1947–2003)
- Andrzej Ameljańczyk (ur. 1949)
- Rajmund Andrzejczak (ur. 1967)
- Andrzej Andrzejewski (1961–2008)
- Jerzy Andrzejuk (ur. 1942)
- Zdzisław Antczak (ur. 1956)
- Marian Ambroziak
- Stanisław Babiak (ur. 1951)
- Zbigniew Badeński (1942–2020)
- Bolesław Balcerowicz (ur. 1943)
- Tadeusz Bałachowicz (ur. 1945)
- Andrzej Baran (ur. 1949)
- Jan Baraniecki (ur. 1940)
- Bolesław Baranowski (ur. 1943, em. 2002)
- Jerzy Baranowski (ur. 1948, em. 2007)
- Ireneusz Bartniak (ur. 1961, em. 2016)
- Jacek Bartoszcze (1961–2005)
- Roman Baszuk (ur. 1945, em. 2003)
- Tadeusz Bazydło (ur. 1942, em. 2000)
- Tomasz Bąk (ur. 1966)
- Bogusław Bębenek (ur. 1954, em. 2014)
- Tomasz Białas
- Jarosław Bielecki
- Zbigniew Bielewicz
- Mieczysław Bieniek
- Zbigniew Bieżuński
- Jerzy Biziewski
- Andrzej Błasik
- Piotr Błazeusz
- Janusz Bojarski
- Edmund Bołociuch
- Czesław Borowski
- bp Ryszard Borski
- Aleksander Bortnowski
- Marek Brągoszewski
- Janusz Bronowicz
- Roman Brudło
- Zenon Bryk
- Jan Brzozowski
- Zenon Brzuszko
- Józef Buczyński
- Tadeusz Buk
- Stanisław Burza-Karliński
- Krzysztof Busz
- Grzegorz Buszka
- Stanisław Butlak
- abp Miron (Mirosław Chodakowski)
- Józef Chmiel
- Zbigniew Chruściński
- Leszek Chyła
- Mieczysław Cieniuch
- Robert Cierniak
- Witold Cieślewski
- Zbigniew Cieślik
- Krzysztof Cur
- Leszek Cwojdziński
- Wincenty Cybulski
- Anatol Czaban
- Jędrzej Czajkowski
- Waldemar Czarnecki
- Dariusz Czekaj
- Fryderyk Czekaj
- Stanisław Czepielik
- Piotr Czerwiński
- Zbigniew Czerwiński
- Stanisław Czosnek
- Stefan Czmur
- Andrzej Danielewski
- Andrzej Dąbrowski
- Piotr Dąbrowski
- Ryszard Demczuk
- Marian Dering
- Artur Dębczak
- Ryszard Dębski
- Tomasz Dominikowski
- Zygmunt Dominikowski
- Krzysztof Domżalski
- Tomasz Drewniak
- Sławomir Drumowicz
- Adam Duda
- Grzegorz Duda
- Sławomir Dudczak
- Marek Dukaczewski
- Andrzej Duks
- Zygmunt Duleba
- Andrzej Dulęba
- Sławomir Dygnatowski
- Karol Dymanowski
- Kazimierz Dyński
- Roman Dysarz
- Józef Dziechciarz
- Jan Dziedzic
- Henryk Dziewiątka
- Bogdan Dziewulski
- Kazimierz Dziok
- Andrzej Ekiert
- Piotr Fajkowski
- Andrzej Fałkowski
- Stanisław Ferenz
- Stanisław Filipiak
- Józef Flis
- Jerzy Fryczyński (ur. 1956)
- Ryszard Frydrych
- Zbigniew Galec
- Franciszek Gągor
- Jerzy Gil
- Grzegorz Gielerak
- Kazimierz Gilarski
- Robert Głąb
- Kazimierz Głowacki (ur. 1940)
- Tadeusz Głowacki
- Zbigniew Głowienka
- abp Sławoj Leszek Głódź
- Mieczysław Gocuł
- Janusz Godyń
- Antoni Goliszewski
- Zdzisław Goral
- Jerzy Gotowała
- Tadeusz Góra
- Krzysztof Górecki
- Dariusz Górniak
- Jarosław Górowski
- Wojciech Grabowski[2]
- Benedykt Grobelny
- Grzegorz Grodzki
- Jarosław Gromadziński
- Wiesław Grudziński
- Edward Gruszka
- Ryszard Gruszka
- Jerzy Gut
- Józef Guzdek
- Andrzej Gwadera
- Grzegorz Hałupka
- Antoni Heda
- Brunon Herrmann
- bp Sawa (Michał Hrycuniak)
- Edward Hyra
- Norbert Iwanowski
- Roman Iwaszkiewicz
- Bolesław Izydorczyk
- Maciej Jabłoński
- Ryszard Jabłoński
- Zbigniew Jabłoński
- Michał Jackiewicz
- Cezary Janowski
- Kazimierz Jaklewicz
- Artur Jakubczyk
- Krzysztof Jaworski
- Janusz Jakubowski
- Janusz Lech Jakubowski
- Zygmunt Jasik
- Tadeusz Jauer
- Marian Jeleniewski
- Mirosław Jemielniak
- Tadeusz Jemioło
- Robert Jędrychowski
- Józef Jodłowski
- Adam Joks
- Krzysztof Juniec
- Andrzej Juszczak
- Mieczysław Kaczmarek
- Andrzej Kaczyński
- Stanisław Kaczyński
- Sławomir Kałuziński
- Władysław Karcz
- Mieczysław Karus
- Stanisław Kasperkowiak (ur. 1942)
- Jan Kempara
- Artur Kępczyński
- Zygmunt Kitowski
- Roman Klecha
- Jan Klejszmit
- Maciej Klisz
- Roman Kloc
- Andrzej Knap
- Krzysztof Knut
- Sławomir Kocanowski
- Franciszek Kochanowski
- Krzysztof Kociuba
- Sławomir Kojło
- Marian Kolczyński
- January Komański
- Leon Komornicki
- Marek Kondracki
- Janusz Konieczny
- Lech Konopka
- Dariusz Kosowski
- Robert Kosowski
- Rafał Kowalik
- Tomasz Kowalik
- Sławomir Kowalski
- Szymon Koziatek
- Stanisław Koziej
- Artur Kozłowski
- Michał Krauze
- Piotr Krawczyk
- Janusz Kręcikij
- Piotr Kriese
- Stanisław Krysiński
- Jerzy Krzywiecki
- Marcin Krzywoszyński
- Roman Krzyżelewski
- Wojciech Kubiak
- Krzysztof Kucharski
- Wojciech Kucharski
- Józef Kuczak
- Wiesław Kukuła
- Włodzimierz Kułagin
- Alfons Kupis
- Jerzy Kurczewski
- Marek Kurzyk
- Andrzej Kuśnierek
- Tadeusz Kuziora
- Bronisław Kwiatkowski
- Ryszard Lackner
- Paweł Lamla
- Janusz Lalka
- Czesław Laszczkowski
- Andrzej Lelewski
- Jerzy Lenda
- Andrzej Lewandowski
- Dariusz Lewandowski
- Zbigniew Lewandowski
- Wojciech Lewicki
- Julian Lewiński
- Jerzy Lewitowicz
- Piotr Luśnia
- Dariusz Łukowski
- Roman Łytkowski
- Dariusz Machula
- Franciszek Macioła
- Kazimierz Madej
- Marian Mainda
- Gustaw Maj
- Julian Maj
- Mariusz Majerski
- Lech Majewski
- Piotr Makarewicz
- Krzysztof Antoni Makowski
- Konstanty Malejczyk
- Andrzej Malinowski
- Dariusz Malinowski
- Sławomir Marat
- Wojciech Marchwica
- Adam Marczak
- Marek Maruszyński
- Adam Mazurek
- Sławomir Mąkosa
- Marek Mecherzyński
- Dariusz Mendrala
- Michał Michalski
- Włodzimierz Michalski
- Jerzy Michałowski
- Ryszard Michałowski
- Wiesław Michnowicz
- Zygmunt Mierczyk
- Henryk Mika
- Jarosław Mika
- Arkadiusz Mikołajczyk
- Czesław Mikrut
- Tadeusz Mikutel
- Roman Misztal
- Bronisław Młodziejowski
- Karol Molenda
- Jarosław Mokrzycki
- Stefan Mordacz
- Krzysztof Motacki
- Ryszard Muszyński
- Andrzej Muth
- Kazimierz Nalaskowski
- Tadeusz Nastarowicz
- Marian Nitecki
- Piotr Nidecki
- Krzysztof Nolbert
- Ireneusz Nowak
- Paweł Nowak
- Włodzimierz Nowak
- Stanisław Nowakowicz
- Marek Ojrzanowski
- Marek Jerzy Olbrycht
- Marian Oleksiak
- Stanisław Olszański
- Ryszard Olszewski
- Jacek Ostrowski
- Rafał Ostrowski
- Zdzisław Ostrowski
- Janusz Ornatowski
- Krzysztof Owczarek
- Sławomir Owczarek
- Wojciech Ozga
- Bogusław Pacek
- Janusz Paczkowski
- Krzysztof Pajewski
- Janusz Palus
- Piotr Patalong
- Mariusz Pawluk
- Sławomir Pączek
- Tomasz Mathea
- Jerzy Patz
- Jerzy Paszkowski
- Ryszard Parafianowicz
- Dariusz Parylak
- Edward Pawlica
- Piotr Pcionek
- Bronisław Peikert
- Sławomir Petelicki
- bp Tadeusz Płoski
- Czesław Piątas
- Ryszard Pietras
- Andrzej Pietrzyk
- Edward Pietrzyk
- ks. Adam Pilch (pośmiertnie)
- Jerzy Piłat (pośmiertnie)
- Artur Pikoń
- Wojciech Pikuła
- Andrzej Piotrowski
- Tomasz Piotrowski
- Piotr Płonka
- Jan Podgórski
- Witold Poluchowicz
- Włodzimierz Potasiński
- Roman Polak
- Roman Polko
- Tomasz Połuch
- Aleksander Poniewierka
- Zbigniew Popek
- Henryk Porajski
- Grzegorz Potrzuski
- Zbigniew Powęska
- Zenon Poznański
- Dariusz Pluta
- Jacek Pszczoła
- Marian Prudzienica
- Andrzej Przekwas
- Franciszek Puchała
- Piotr Pytel
- Jan Rajchel
- Andrzej Ratajczak
- Romuald Ratajczak
- Andrzej Reudowicz
- Adam Rębacz
- Marian Robełek
- Michał Rohde
- Mirosław Zdzisław Rozmus
- Mirosław Różański
- Tadeusz Rusak
- Stefan Rutkowski
- Bogdan Rycerski
- Dariusz Ryczkowski
- Jan Rydz
- Adam Rzeczkowski
- Józef Rzemień
- Władysław Saczonek
- Zygmunt Sadowski
- Marek Samarcew
- Bogusław Samol
- Tadeusz Sawicz
- Włodzimierz Sąsiadek
- Mirosław Siedlecki
- Michał Sikora
- Piotr Sikora
- Kazimierz Sikorski
- Maciej Siudak
- Krzysztof Skarbowski
- Dariusz Skorupka
- Henryk Skarżyński
- Waldemar Skrzypczak
- Władysław Skrzypek
- Mariusz Skulimowski
- Zygmunt Skuza
- Jerzy Słowiński
- Edmund Smakulski
- Zbigniew Smolarek
- Zbigniew Smok
- Bogusław Smólski
- Zenon Smutniak
- Marek Sobiechowski
- Andrzej Sobieraj
- Janusz Sobolewski
- Marian Sobolewski
- Grzegorz Sodolski
- Henryk Sołkiewicz
- Marek Sokołowski
- Ryszard Sorokosz
- Walerian Sowa
- Marian Sowiński
- Mieczysław Stachowiak
- Stanisław Stańko
- Ireneusz Starzyński
- Lech Stefaniak
- Jarosław Stocki
- Jarosław Stróżyk
- Michał Strzelecki
- Leszek Surawski
- Jan Szałaj
- Sławomir Szczepaniak
- Ryszard Szczepiński
- Arkadiusz Szkutnik
- Ryszard Sorokosz
- Tadeusz Szczurek
- Ryszard Szulich
- Henryk Szumski
- Zbigniew Szura
- Edward Szwagrzyk
- Piotr Szweda
- Krzysztof Szymański
- Krzysztof Ryszard Szymański
- Witold Szymański
- Andrzej Szymonik
- Jan Śliwka
- Grzegorz Ślusarz
- Adam Świerkocz
- Stanisław Świtalski
- Henryk Tacik
- Stefan Tandecki
- Stanisław Targosz
- Krzysztof Teryfter
- Zbigniew Tłok-Kosowski
- Kazimierz Tomaszewski
- Marek Tomaszycki
- Aleksander Topczak
- Maciej Trelka
- Andrzej Trybusz
- Piotr Trytek
- Andrzej Tuz
- Bogdan Tworkowski
- Adam Tylus
- Andrzej Tyszkiewicz
- Leszek Ulandowski
- Witold Urbanowicz
- Włodzimierz Usarek
- Piotr Wagner
- Antoni Walczak
- Zdzisław Walczewski
- Mieczysław Walentynowicz
- Jan Waliszkiewicz
- Andrzej Wasilewski
- Czesław Wawrzyniak (1937–2019)
- Marek Wawrzyniak
- Zenon Werner
- Maciej Węglewski
- Mariusz Wiatr
- Jarosław Wierzcholski
- Zdzisław Wijas
- Mirosław Wiklik
- Kazimierz Wilczewski
- Tadeusz Wilecki
- Andrzej Wiśniewski
- Cezary Wiśniewski
- Grzegorz Wiśniewski
- Ryszard Wiśniewski
- Marek Witczak
- Maria Wittek
- Stefan Włudyka
- Alfred Wojciechowski
- Sławomir Wojciechowski
- Wojciech Jerzy Wojciechowski
- Jan Wojno
- Jerzy Wójcik
- Stanisław Woźniak
- Dariusz Wroński
- Jarosław Wypijewski
- Zbigniew Zalewski
- Krzysztof Załęski
- Stanisław Zarychta
- Jerzy Zatoński
- Elżbieta Zawacka
- Krzysztof Zdonek
- Włodzimierz Zieliński
- Jarosław Ziemiański
- Jarosław Zygmunt
- Sławomir Żakowski
- Marcin Żal
- Wojciech Ziółkowski
- Ryszard Żuchowski
- Piotr Żurawski
- Franciszek Żygis
- Maciej Żytecki

## Inni znani dowódcy – generałowie
- Kazimierz Pułaski
- gen. bryg. (pośm.) Jan Wojciech Kiwerski (Oliwa)
- ppłk/gen. (pośm.) Aleksander Krzyżanowski (Wilk, Jan Kulczycki)
- płk/gen. (pośm.) Stefan Pawlikowski
- płk/gen. bryg. (pośm.) Witold Dzierżykraj-Morawski
- płk/gen. (pośm.) Stanisław Dąbek
- gen. bryg. Bolesław Nieczuja-Ostrowski (Bolko, Tysiąc, Grzmot, Michałowicz)
- gen. bryg. Wojciech Dobija (prawnik, obrońca Lwowa w latach 1918/1919)
- Czesław Dyrcz (ur. 1955)